# Luftfahrt in Österreich
Die Luftfahrt in Österreich begann in der zweiten Hälfte des 18. Jahrhunderts und hatte bis heute sowohl in der Forschung und Entwicklung als auch in der Wirtschaft eine kaum zu unterschätzende Bedeutung.

## Geschichte

### Kaisertum Österreich und Österreich-Ungarn

#### Ballone
Das Prinzip des Heißluftballons entdeckte der Jesuitenpater Bartolomeu de Gusmão in Portugal und führte dies am 8. August 1709 König Johann V. von Portugal vor. Der Chemiker Henry Cavendish aus England wiederum entdeckte den Umstand, dass Wasserstoff leichter als Luft ist. Die erste Fahrt eines Heißluftballons (Montgolfière) mit menschlichen Fahrgästen fand am 21. November 1783 statt.
Ebenfalls Ende 1783 experimentierte in Wien Alois von Beckh-Widmanstätten zunächst in geschlossenen Räumen mit Heißluftballons aus Papier. Im Frühjahr 1784 unternahm er auf der Wieden den ersten Versuch im Freien.
Johann Georg Stuwer, ein in Wien ansässiger Lustfeuerwerker, bemühte sich zur gleichen Zeit bereits darum, mit einem entsprechend großen Heißluftballon und einer Gondel für vier bis sechs Personen – gesichert mit Seilen – aufzusteigen. Im Prater von Wien stieg er am 6. Juli 1784 erstmals auf. Beim dritten Aufstieg am 25. August riss das Sicherungsseil und der Ballon fuhr Richtung Norden über die Praterauen und die Donau.
1791 unternahm der Franzose Jean-Pierre Blanchard von Prag kommend mehrere kommerzielle Fahrten mit einem mit Wasserstoff gefüllten Gasballon. Den Start am 2. August beobachtete auch Kaiser Leopold II. In Prag hatte Graf Joachim Sternberg am 31. Oktober 1790 als erster Österreicher eine freiwillige Flugreise unternommen.
Animiert von diesen Vorführungen wollte der seit frühester Kindheit in Wien lebende Schweizer Jakob Degen den Ballon lenkbar zu machen. Er kombinierte ein Schwingenfluggerät mit einem Gasballon und stieg am 13. November 1808 zum ersten Probeflug von der Feuerwerkswiese im Prater auf. Am 6. September 1810 führte er seine Entwicklung Kaiser Franz I. in Laxenburg vor. Eine Stunde lang ging es vom Schloss nach Vösendorf.
In Linz an der Donau wurde am 22. September 1867 von Ingenieur C. A. Mayrhofer aus Oberösterreich der „Kriegs-Observations-Ballon“ vorgestellt. Ein ringförmiger und ein kugelförmiger Ballon trugen gemeinsam die mit einer Seilwinde ausgestattete Beobachtergondel. Die Seilwinde ermöglichte es, die Gondel wie eine Aufzugskabine zu heben oder zu Boden zu lassen.
Viktor Silberer aus Wien kaufte 1882 in Paris einen Kugelballon. Den ersten Aufstieg unternahm er am 11. August 1882, bis 1887 folgten 187 weitere. Weiter zur Popularität des Ballonfahrens trug er mit Vorträgen und Ausstellungen bei. Im Prater auf der Feuerwerkswiese ließ er eine Ballonhalle und eine Gerätehütte aufstellen. Außerdem verfügte er über eine eigene Leuchtgasleitung zum Befüllen des Luftballons. Er ging daran, die erste Wiener Aeronautische Anstalt zu gründen, um den Ballonsportbegeisterten einen Sammelpunkt zu bieten. Dies brachte ihm den Ruf eines Fachmannes ein, der zum ersten Leiter eines Ausbildungskurses zum Ballonführer beim k.u.k. Heer berufen wurde. 1901 gründete er gemeinsam mit Hauptmann Franz Hinterstoisser den Wiener Aero Club als Dachverband für Ballonfahrer, aus dem 1910 der Österreichische Aero Club wurde und von dem seit 1901 Aufzeichnungen geführt werden über alle von ihm organisierten Ballonfahrten und Veranstaltungen.

Richard Knoller

Josef Valentin

Am 2. Oktober 1902 erreichten Richard Knoller und Josef Valentin, einem Sekretär in der ZAMG, mit dem 1.200 Kubikmeter Leuchtgas fassenden Ballon „Jupiter“ des Wiener Aero Clubs eine Höhe von 6.810 Metern. In den nächsten Jahren wurde diese noch zweimal übertroffen:
- 4. Juni 1903 – Josef Valentin – 7.280 Meter
- 5. Juli 1905 – Anton Schlein – 7.800 Meter

Otto Pollak und H. Jaschke, Assistent an der Wiener Universitätssternwarte, starteten am 3. Juni 1909 gegen 23 Uhr (vermutlich in Wien) eine Ballonfahrt, um die in dieser Nacht auftretende totale Mondfinsternis ungestört beobachten zu können. Die Landung erfolgte gegen fünf Uhr Früh in Lassee im Marchfeld.
In Innsbruck (Tirol) wurde 1910 der Verein für Luftschifffahrt gegründet. Eine Spendenaktion brachte das notwendige Geld für den Ankauf eines 2.200 Kubikmeter fassenden Ballons auf. Aus Anlass des ersten Aufstiegs am 29. Mai 1910 des auf den Namen „Tirol“ getauften Ballons kam auch Erzherzog Josef Ferdinand mit seinem Bruder Erzherzog Heinrich Ferdinand und dem Ballon „Salzburg“. Der schlechten Flugbedingungen wegen landeten die beiden Ballons auf einem Schneefeld zwischen Gerloswand und Thorhelm. Fünf Stunden lang dauerte der Abstieg im Gerlostal und nach Zell am Ziller.
Im September 1910 überfuhr der Ballon „Tirol“ von Innsbruck aus mit drei Mann Besatzung die Zillertaler Alpen, die Hohen Tauern und den Großvenediger. Gelandet wurde in Windisch-Matrei.
Zum (wahrscheinlich) ersten Ballonverlust kam es am 29. Juni 1910 bei Jablonicz-Nyitra. Der Ballon „Hungaria II“ war in der Militär Aeronautischen Anstalt gestartet und problemlos gelandet. Nach dem Ablassen des Gases fing die Ballonhülle nach einem dumpfen Knall plötzlich Feuer und verbrannte restlos. Man vermutet, dass die mit Gasresten gefüllte Ballonhaut auf einer von den Schaulustigen weggeworfenen und noch glimmenden Zigarette zu liegen gekommen war und sich daran entzündet hatte.
Wegen unzureichender Ausrüstung kam es am 26. Dezember 1911 zum ersten Unglück mit tödlichem Ausgang. Oberleutnant Wilhelm Werner unternahm bei in größeren Höhen schlechten Wetterverhältnissen eine Alleinfahrt mit dem Ballon „Salzburg“ des Erzherzogs Josef Ferdinand. Nach einigen Tagen wurde der am Schafkar bei Gmunden gelandete Ballon gefunden. Den Abstieg ins Tal hatte der Oberleutnant wegen zu leichter Kleidung nicht überlebt.
Im Jahr 1912 machte – zunächst als Passagier, später als „Führeraspirant“ – der damalige Universitätsdozent Victor Franz Hess eine Reihe von Ballonaufstiegen in verschiedenen Freiballonen (Füllung entweder Leuchtgas oder Wasserstoff) mit, die zur Entdeckung der von ihm so genannten „Höhenstrahlung“ (heute: Kosmische Strahlung) führte, was ihm später den Nobelpreis einbrachte.
Am 17. März 1912 feierten Erzherzog Josef Ferdinand und Hauptmann Wilhelm Hoffory gemeinsam ballonfahrerische Jubiläen. Mit einer gemeinsamen Fahrt wollte der Erzherzog seine 80. und der Hauptmann seine 100. Ballonfahrt feiern. Gestartet wurde in Linz an der Donau, wegen schlechten Wetters musste die Fahrt gegen Mittag bei Herzogenburg abgebrochen werden.
Seine 100. Ballonfahrt wollte der Erzherzog Josef Ferdinand mit einer am 31. August 1913 in Linz gestarteten Ballonfahrt feiern. Doch diese endete nach einer Stunde Fahrt bei Sankt Georgen in Oberösterreich.
Durch die Ermordung von Thronfolger Erzherzog Franz Ferdinand von Österreich-Este und seiner Gattin verlor der Österreichische Aero Club seinen Protektor und ein Mitglied. Den Statuten des Aero Clubs gemäß wurden nach Kriegsausbruch alle Ballone der Heeresverwaltung übergeben. Während des Kriegs wurden keine privaten oder sportlichen Ballonfahrten unternommen.

### Höhepunkte
- Die 30. Ballonfahrt von Erzherzog Josef Ferdinand führte gemeinsam mit Hauptmann Wilhelm Hoffory (50. Fahrt) von Linz nach Dieppe. Dies bedeutete den österreichischen Distanzrekord von 984 Kilometern.
- Mit seinem Ballon „Excelsior“ unternahm Kommerzialrat Camillo Castiglione eine Nachtfahrt. Am 13. Mai 1911 wurde um 19:30 Uhr im Wiener Prater gestartet. Um 05:40 Uhr erfolgte die Landung in der Nähe von Rathenvalde nördlich von Pirna im Freistaat Sachsen. In zehn Stunden wurden 390 Kilometer zurückgelegt.
- Zu einer Übungsfahrt starteten Leutnant Max Macher und Fregattenleutnant Heinrich Huß gegen 21 Uhr in Fischamend. Das Stettiner Haff kam gegen 15 Uhr des nächsten Tages in Sicht. Widriger Wetterverhältnisse wegen riskierte man die Überfahrt nicht und landete nach 19 Stunden Fahrt.
- Österreichischen Dauerrekord im Ballonfahren stellte Oberleutnant Max Macher am 18. März 1914 auf. Nach dem Start in Fischamend um 10 Uhr wurde er zweimal über den Neusiedler See getrieben und überquerte gegen 17 Uhr Wien und gegen 23 Uhr Prag. Westlich von Trelleborg in Schweden landete er nach 31 Stunden und 12 Minuten und einer zurückgelegten Strecke von 840 Kilometern. Für Österreich bedeutete diese Fahrt die erste Alleinfahrt eines Ballons über See, der erste Meeresflug eines Ballons und neuen österreichischen Dauerrekordflug eines Freiballons.

#### Luftschifffahrt
Während die Gebrüder Montgolfier bewiesen, dass das Ballonfahren möglich war, legte der ebenfalls aus Frankreich stammende Offizier des französischen Ingenieur-Corps Meusnier der Academiedes Sciences 1874 die Pläne für ein lenkbares Luftschiff vor. Zwar beinhalteten die Pläne bereits alles, was für den Betrieb des Luftschiffes notwendig war, nur der für den Antrieb notwendige Motor war noch nicht erfunden.
Der am 17. Oktober 1835 in Mainz geborene Paul Haenlein präsentierte in der Fruchthalle von Mainz ein Modell eines mit einem Uhrwerksfedermotor betriebenen Luftschiffs. Ein weiteres flugfähiges Modell war bereits größer, dieses stellte er unter anderem ab Oktober 1871 in den Sofiensälen in Wien aus und veranstaltete damit Schauflüge.
Das von einem 24-köpfigen Konsortium finanzierte Luftschiff „Aeolus“, angetrieben von einem Lenoir-Gasmotor, absolvierte am 13. Dezember 1872 die erste Fahrt in Brünn erfolgreich. Bei der zweiten Fahrt am nächsten Tag zeigte sich, dass schon viel Gas und damit Auftrieb verloren wurde. Trotzdem sollte das Luftschiff sofort nach Wien überstellt werden. Doch schon beim ersten Flugmanöver durch einen unerfahrenen Schlosser wurde der Propeller beschädigt. Zu weiteren Flugversuchen kam es mit dem Haenlein-Lenkluftschiff nicht mehr.
Nach den Plänen des Österreichers David Schwarz wurde in Lüdenscheid bei Berlin vom Industriellen Carl Berg – der auch die Finanzierung übernahm – in dessen Aluminiumfabrik das erste Starrluftschiff mit einer 0,2 Millimeter starken Aluminiumaußenhaut gebaut. Das Telegramm, dass dem Konstrukteur David Schwarz nach über zwei Jahren Bauzeit den Beginn der Gasbefüllung mitteilte, verursachte einen Schlaganfall, an dem der 46-jährige verstarb. Daraufhin übernahm seine Frau Melanie die letzten Arbeiten bis zum ersten Aufstieg am 3. November 1897 auf dem Tempelhofer Feld.
Wegen technischer Probleme mit dem Antrieb musste das manövrierunfähige Luftschiff notlanden, wobei es schwer beschädigt wurde. Die wegen dieses Missgeschicks erbosten Zuseher übernahmen den Rest der Zerstörungsarbeiten.
Die Artistenfamilie Renner (Vater Franz und die Söhne Alexander und Anatol) hatten bei Auftritten in Kanada Luftschiffe kennengelernt und bauten in Unterpremstätten bei Graz ihr Eigenes. Lediglich den Gondelbau und die Endmontage übernahm die Johann Puch AG. Erstmals der Öffentlichkeit vorgestellt wurde es am 26. September 1909 während der Grazer Herbstmesse über dem Trabrennplatz. Max Mayr notierte in den „steirischen berichten“ 5/99, das „erste lenkbare Luftschiff“ habe folgende Aufschrift getragen: „Renners ESTARIC Lenkballon 1“. Anatol und Alexander waren damals 16 und 18 Jahre alt. Alexander reüssierte im Ersten Weltkrieg als Jagdflieger. (Mayr: „Bereits 1907 machten Alexander und Anatol Flugversuche mit einem Gleitflugzeug.“)
Am 16. Oktober wurde das Luftschiff den Wienern vorgestellt. Ebenfalls anwesend waren Kaiser Franz Joseph I. und die Erzherzoge Leopold Salvator, Eugen und Rainer, denen die drei Renners nach erfolgreicher Vorführung vorgestellt wurden. Nächste Station der Tournee war Linz.
Seitens des österreichischen Militärs, das zu diesem Zeitpunkt noch kein lenkbares Luftschiff besaß, kamen zahlreiche Sticheleien über die zivile Konkurrenz durch die Renners, die sich daraufhin veranlasst sahen, ein noch größeres und auch technisch verbessertes Luftschiff bauen zu lassen. Die Erstfahrt des Luftschiffs „Graz“ fand 1910 statt.
In Fischamend entstand aber nicht nur die Militär-Aëronautische Anstalt, sondern Ende 1910 auch eine private Luftschiffhalle. Ingenieur Hans Otto Stagl und Oberleutnant Franz Mannsbarth konstruierten gemeinsam ein privat genutztes Luftschiff, das zum Zeitpunkt seiner Fertigstellung im Jahr 1910 mit 91 m Länge das größte Prallluftschiff der Welt war. Die Propeller waren zur Verbesserung der Manövrierbarkeit zum Teil schwenkbar. 1911, während der Österreichische Flugwoche in Wiener Neustadt, führte dieses Luftschiff den ersten Passagierluftverkehr in Österreich durch. 1914 musste aus finanziellen Gründen der Betrieb eingestellt und das Luftschiff abgewrackt werden.
Von Oberleutnant L. Walach von Hallborn stammt das Projekt eines Luftschiffs aus Stahl. Er wollte damit den Verlust von Traggas in großen Höhen verhindern.
Die Brüder Weingartner aus Wien stellten beim Arsenal am 19. Mai 1910 das Modell eines elektrisch betriebenen Luftschiffs vor. Die Stromversorgung erfolgte über eine elektrische Leitung. Das Projekt wurde aber nie verwirklicht.
Nachdem das Ereignis mehrmals verschoben worden war, kam am 9. Juni 1913 Graf Zeppelin mit dem Luftschiff „Sachsen“ nach Wien, wo er auf dem Asperner Flughafen landete.

#### Gleit- und Segelflugzeugbau
Von seinem an Flugtechnik interessierten Vater Ignaz Etrich wurde Igo Etrich nach Berlin geschickt, um aus dem Nachlass des tödlich verunglückten Otto Lilienthal Gleitflugapparate zu erwerben. Mit einem Gleitflieger und einem Schwingenflieger kam Igo wieder heim nach Oberaltstadt im Bezirk Trautenau (Der Gleitflieger kam nach dem Ersten Weltkrieg ins Technische Museum Wien, der Schwingenflieger kam ins Deutsche Museum, verbrannte aber bei einer Ausstellung).
In einer Werkstätte der Etrichs entstand 1899 ein eigener Gleiter, der im April 1901 erstmals erprobt wurde, der schlechten Aerodynamik wegen allerdings mit wenig Erfolg. Bei einem weiteren Flugversuch kam es zu einem Unfall, bei dem sich Igo verletzte, und so wurde beschlossen (auch wegen Zeitmangel), einen geeigneten Mann zu finden, der sich mit den sich ergebenden Problemen befassen und auch als Pilot fungieren sollte.
Wilhelm Kress, mit dem die Familie Etrich in Kontakt war, vermittelte ihnen Franz Wels, der den Auftrag annahm. In der Literatur fand er schließlich einen Bericht über die Flugeigenschaften des Samens der Kletterpflanzenart Zanonia macrocarpa aus Java. Daraufhin beschlossen die Etrichs, einen neuen Flugapparat mit der Form dieses Samens zu bauen. Erste Versuche 1903 verliefen so zufriedenstellend, dass ein größerer, manntragender Flugapparat zwischen 1905 und 1906 konstruiert wurde. Die neue Flügelform wurde von den Etrichs am 3. März 1905 zum Patent angemeldet.
Am 6. Oktober 1906 unternahm nach zahlreichen unbemannten Testflügen Franz Wels den ersten bemannten Testflug mit dem Gleitflieger, der erfolgreich verlief. Spätere Versuche, diesen Flugapparat zu motorisieren, scheiterten an der zu geringen Motorleistung.
An der nächsten verbesserten Version (genannt „Etrich-I“) arbeitete bereits der Werkmeister Karl Illner mit. Des besseren technischen Umfelds wegen übersiedelte man erst nach Wien, wo man in der Rotunde im Prater Werkstättenräume erhielt und später nach Wiener Neustadt.
1909 wurde, um den Gleitflugsport zu stärken, eine Sektion Gleitflugsport als Sektion des Österreichischen Flugtechnischen Vereins gegründet. Am Semmering fand sich ein Gelände, das für die Zwecke dieser Sektion geeignet war, und am 13. Februar 1910 fand hier die erste öffentliche Vorführung statt.
Noch vor dem Ersten Weltkrieg fanden die Aktivitäten auf dem Gelände ein Ende. Die Wiese war für die steigende Leistungsfähigkeit der Gleitflugapparate zu klein, und der weite Anreiseweg von Wien aus ließen das Interesse sinken.

#### Motorflugzeugbau (zivil)

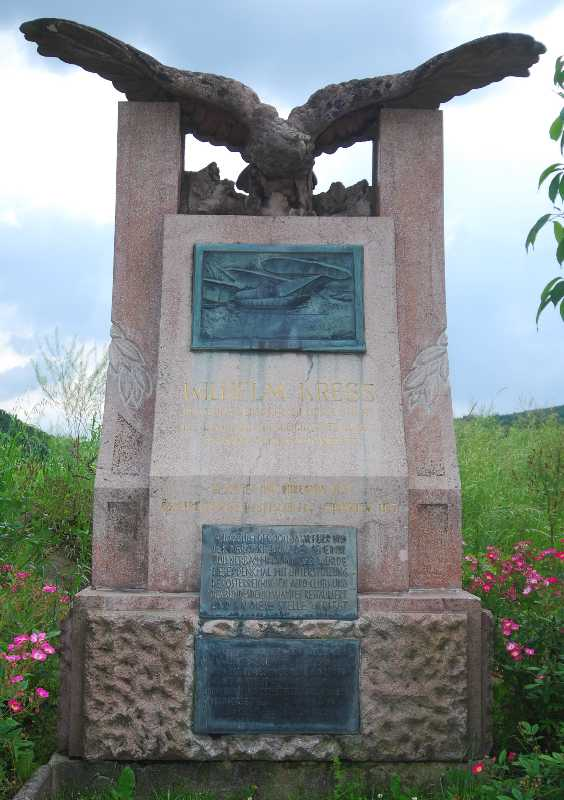
Denkmal für den Flugpionier Wilhelm Kress am Wienerwaldsee

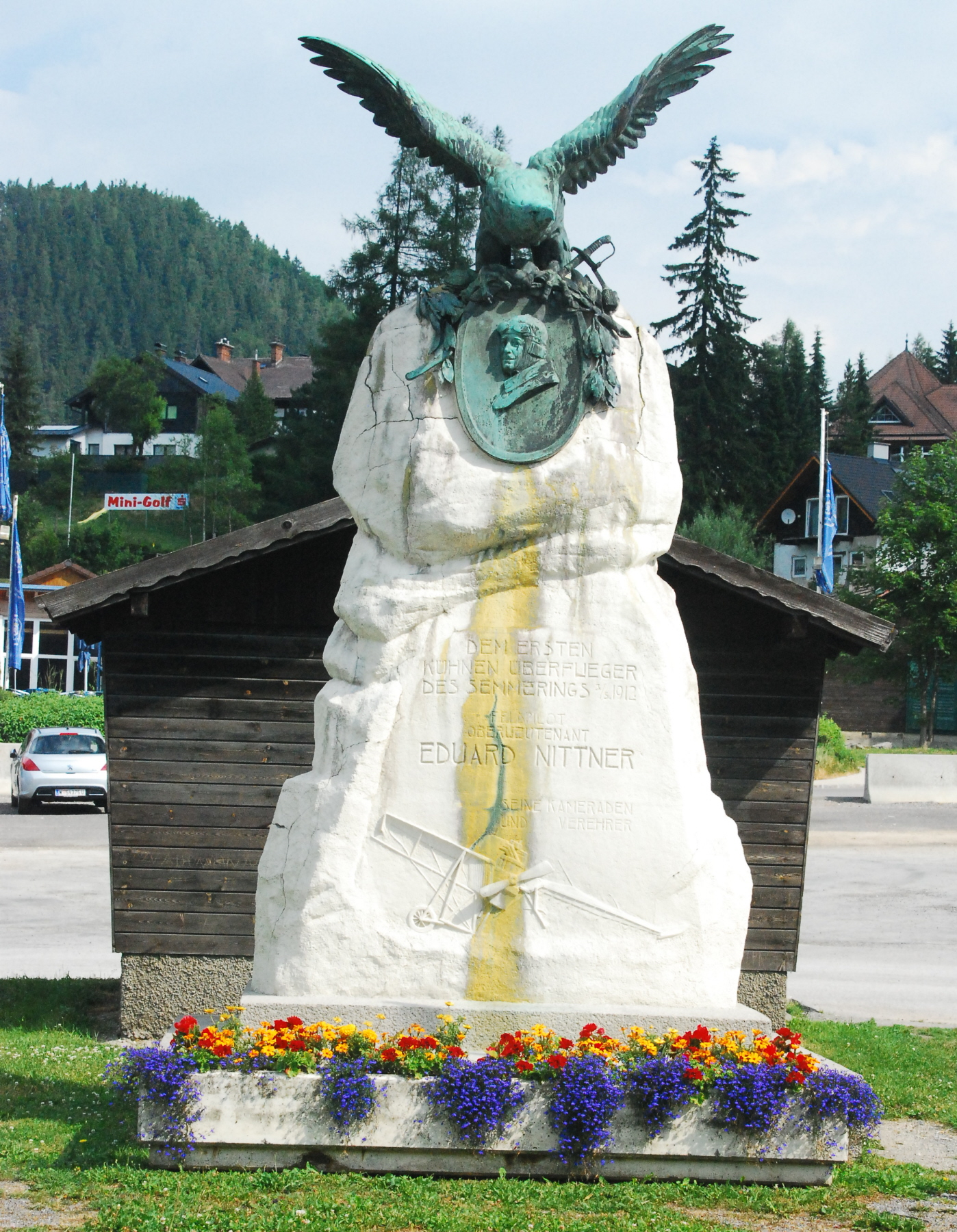
Denkmal für Eduard Nittner am Semmering

Im Alter von 62 Jahren ging Wilhelm Kress 1898 nach verschiedenen Entwicklungen daran, ein Flugzeug zu konstruieren, welches vom Wienerwaldsee aus starten sollte. Wegen eines zu schweren und zu schwachen Motors füllten sich die Schwimmer mit Wasser und das Flugzeug sank. Aus den geborgenen Flugzeugteilen wollte er zwar ein neues Fluggerät bauen, doch zwang ihn Geldmangel zur Einstellung der Arbeiten und er wandte sich theoretischen Planungen zu.
Bei den Brüdern Charles und Gabriel Voisin wurde am 1. Juli 1907 von den Brüdern Maurice und Henri Farman ein Voisin-Doppeldecker bestellt, der die Bezeichnung Voisin-Farman I erhielt und aus unbekannten Gründen nach erfolgreichen Flügen in einen Dreidecker umgebaut wurde, was den fliegerischen Eigenschaften sehr schadete.
1909 wurde dieses Flugzeug an das „Wiener Syndikat zur Veranstaltung von Schauflügen“ verkauft und in einen Zweidecker rückgebaut. Am 28. April 1909 sollte mit Georges Legagneux als Pilot auf dem Überschwemmungsgebiet in Wien ein Schaufliegen veranstaltet werden. Allerdings hob das Flugzeug zur Enttäuschung der Zuseher nicht ab und so wurde es der Militär-Aeronautischen Anstalt geschenkt. Oberleutnant Hans Hirsch sollte den Flieger wieder flugtauglich machen. Dieser sparte durch den Ersatz von Eisenteilen durch Holzkonstruktionen etwa 100 Kilogramm Gewicht ein und blieb trotzdem erfolglos. Schließlich kam das Flugzeug ins Heeresgeschichtliche Museum.
Angeregt von Viktor Silberer, Präsident des Österreichischen Aero Clubs, und Hauptmann Franz Hinterstoisser, Kommandant der Militär-Aeronautischen Anstalt widmete die Stadt Wiener Neustadt unter Bürgermeister Franz Kammann am 2. Juni 1909 ein Gelände nordwestlich der Stadt in ein Flugfeld um beschloss die Errichtung von Hangars und sonstigen notwendigen Einrichtungen.
Die beiden ersten im Juli 1908 fertiggestellten Aeroplanhallen bezogen Igo Etrich (27. Juli) und Ingenieur Hipssich, dessen Aeroplan in der Daimler Automobilfabrik fertiggestellt wurde. Weiters errichtete Daimler zwei eigene Hallen.
Die ersten Aktivitäten auf dem neuen Flugfeld waren Fahrversuche und Luftsprünge, die bei den meisten Beteiligten aber doch den Optimismus nährten. Karl Illner etwa unternahm mit einer neuen Luftschraube, die auf dem nachträglich motorisierten Etrich-Wels-Gleiter aus dem Jahr 1905/1906 montiert worden war und hob plötzlich etwa 40 Meter weit und vier Meter hoch ab. Nach zwei Umbauten – ein weiterer Flugversuch fand am 15. August statt – hob das Flugzeug nach kurzem Anlauf ab, wurde aber von einer Windböe bei der Landung beschädigt. Daraufhin verwendete Igo Etrich für weitere Versuche einen neuen Aeroplan, den so genannten „Praterspatz“, der sich am 29. November 1909 erstmals vom Boden erhob. Noch im Jahr 1909 begann Karl Illner im Auftrag von Igo Etrich mit dem Bau des neuen Motorfliegers Etrich II, der „Taube“.
In Linz an der Donau in Oberösterreich fand zwischen 4. und 19. September auf Anregung von Erzherzog Josef Ferdinand als Präsident des Oberösterreichischen Verein für Luftschiffahrt die „Österreichische Ausstellung für Luftschiffahrt“ statt.
Das erste wirklich fliegende Flugzeug bekam Österreich-Ungarn am 23. Oktober 1909 auf der Simmeringer Haide zu sehen. Auf seiner Tournee, die ihn weiter nach Budapest und Konstantinopel führte, machte der Überquerer des Ärmelkanals Louis Blériot Station in Wien und heizte damit das Interesse an der Fliegerei zusätzlich an.
Der Slowene Edvard Rusjan unternahm den ersten erfolgreichen Motorflug der Monarchie mit dem selbst konstruierten Doppeldecker EDA I in Mali Rojci am 25. November 1909 in der Nähe von Gorica/Görtz. Dieses Flugzeug baute er zusammen mit seinem Bruder Josip Rusjan in Vipava.
Hauptmann Quoika kam mit einem Bleriot-Flieger nach Wiener Neustadt, um Fliegen zu lernen. Baron Titi besaß ein Flugzeug französischer Herkunft, welches das Unternehmen Opel & Beyschlag in Wien im Programm hatte. Das Flugfeld in Wiener Neustadt musste ausgebaut werden, im Frühjahr 1910 standen hier bereits 13 Hangars.
Alfred Gerngroß, Besitzer des Kaufhauses Gerngross auf der Mariahilfer Straße, stiftete zwei Preise, um den Ehrgeiz der Flugenthusiasten anzuspornen. Gewinnen konnte diese aber nur ein österreichischer Pilot. Ingenieur Adolf Warchalowski, vom Unternehmen Werner & Pfleiderer nach Frankreich geschickt, um dort einen Farman-Apparat zu kaufen und das Fliegen zu erlernen, war einer der beiden Piloten, der um diesen Preis kämpfte. Ingenieur Vinzenz Wiesenbach trat – als Luxemburger – außer Konkurrenz mit einem umgebauten Wright-Flugzeug an.
Um den ersten Preis (2.000 Kronen) zu erringen, wurde ein Dauerflug von mindestens 15 Minuten verlangt. Beide Piloten erfüllten diese Forderung. Der zweite Preis verlangte einen Dauerflug von mindestens fünf Minuten Länge unter Mitnahme eines Passagiers. Ob der am gleichen Tag durchgeführte Flug mit Passagier erfolgreich absolviert wurde, ist nicht klar. Jedenfalls trat Ingenieur Warchalowski am 11. März 1910 erneut um den Gerngroß-Preis an. Den Platz als Passagier nahm diesmal seine Schwägerin Anna Warchalowski ein, die dadurch zum ersten weiblichen Passagier in Österreich wurde.
Versuche mit der Fliegerei wurden aber nicht nur in Wiener Neustadt unternommen, auch in anderen Teilen der Monarchie war man aktiv. Der Kunstmaler Kornelius Hintner kaufte sich in Berlin einen Flugapparat, mit dem er Flugversuche unternahm. Adalbert Schmid, in Ebensee am Traunsee in einer Uhrenfabrik als Drechsler beschäftigt, baute selbst einen Flugapparat. Um das Geld für den Motor aufzubringen, wurde ein Komitee gegründet. Der Apotheker Gustav Payerl aus Herzogenburg baute ebenfalls selbst ein Flugzeug.
Nach seiner Rückkehr aus Paris entwickelte der in Wien geborene Alfred Ritter von Pischof für Werner & Pfleiderer einen neuen Autoplan,
der am Flugfeld von Wiener Neustadt weiterentwickelt wurde. Nachdem am 25. April 1910 der erste Passagier mitgeflogen war, folgte am 9. Mai 1910 der erste Überlandflug eines Flugzeugs in Österreich. Pischof legte in einer Zeit von 41 Minuten eine Strecke von 45 Kilometern zurück. Zwischen 1911 und 1913 wurde dieser Autoplan
in Wien, Paris und Budapest gebaut.
Etwa zur gleichen Zeit kam die von Igo Etrich konstruierte und seinem Werkmeister Karl Illner während des Winters 1909/10 gebaute Motorflugkonstruktion Nummer 2, die „Taube“, nach Wiener Neustadt. Der erste Start gelang am 6. April 1910, danach mussten am Flugzeug Änderungen durchgeführt werden. Beim nächsten Start wurde bei der Landung das Fahrgestell beschädigt. Am 12. April gelang ein Flug von 2,5 Kilometern Länge. Da der bisher verwendete Motor zu schwach war, wurde ein stärkerer Automobilmotor der Österreichischen Daimler-Motoren-Gesellschaft eingebaut, der endlich Erfolg brachte.
International steigende Zahlen von Flugzeugunfällen führten dazu, dass die „Fédération Internationale Aéronautique“ FAI allgemein gültige Regeln aufstellte, nach denen die Piloten in allen Ländern geprüft werden sollten. Ingenieur Warchalowski war am 22. April 1910 der erste Österreicher, der diese Prüfung ablegte. Ingenieur Alfred Ritter von Pischof und Karl Illner folgten. Bis 1918 legten Militärflugzeugführer und Privatpiloten ihre Prüfung vor dem Österreichischen Aero-Club ab, von dem sie auch den Flugzeugführerschein erhielten.
Den ersten großen Überlandflug in Österreich unternahm Karl Illner mit der Etrich-Taube am 17. Mai 1910. Dieser führte von Wiener Neustadt zur Simmeringer Haide, wo er nach 32 Minuten Flugzeit landete. Am späten Nachmittag erfolgte der Rückflug.
Zwischen dem 5. und 17. Juni 1910 fand in Budapest das erste internationale Flugmeeting in Österreich-Ungarn statt. Organisiert wurde dieses vom Magyar-Aero-Club, 49 Piloten – darunter eine Frau – nahmen daran teil.
Als weiterer Anreiz für die Flugzeugkonstrukteure und Piloten wurde von der Zeitung „Die Zeit“ ein Preis für einen Flug von Wien nach Tulln an der Donau und zurück ausgeschrieben. Um den Preis von 10.000 Kronen musste diese Strecke zwischen Sonnenaufgang und Sonnenuntergang mit nur einer einzigen Landung in Tulln bewältigt werden. Der Start hatte auf der Simmeringer Haide zu erfolgen, mindestens eine Strecke hatte über den Wienerwald westlich von Wien zu führen. Spätester Termin, sich dieser Prüfung zu stellen, war der 31. Oktober 1910. Gelang dies bis zu diesem Tag mehreren Piloten, so galt die kürzeste Zeit für die Teilstrecke Wien (Simmeringer Haide) – Tulln. Nicht bekannt ist, ob jemand dieses Abenteuer wagte.
Da sich beim Internationalen Flugmeeting in Budapest der Pischof-Autoplan als erfolgreiches Modell erwiesen hatte, beschlossen das Unternehmen Werner & Pfleiderer, die Aktiengesellschaft Ganz & Co., die Munitionswerke Manfred von Weiß und die Danubius-Aktiengesellschaft eine gemeinsame Flugzeugfabrik zu errichten. Unter dem Namen „Österreichisch-ungarische Autoplanwerke Ges.mb.H Wien-Budapest und Paris“ wurde 1911 das neue Unternehmen ins Handelsregister eingetragen. Ingenieur Alfred Warchalowski leitete die österreichischen, Oskar von Wahl leitete die ungarischen und Ritter von Pischof leitete die in Paris zu gründende Betriebsstätte. Produziert wurden der Pischof-Autoplan und der Warchalowski-Autoplan. Am 15. Mai 1914 wurde das Unternehmen mangels Aufträgen liquidiert.
Aus Anlass des 80. Geburtstags von Kaiser Franz Joseph I. am 18. August 1910 flog Ingenieur Warchalowski vom Flugfeld Wiener Neustadt nach Wien, umkreiste den Stephansdom und kehrte ohne Zwischenlandung an den Ausgangspunkt zurück. Am 18. September 1910 besuchte der Kaiser das dritte Preisfliegen in Wiener Neustadt.
Ebenfalls um diese Zeit, Anfang September 1910, lieferten die Daimler-Werke in Wiener Neustadt die ersten beiden Aeroplan-Motoren. Konstruiert hatte sie Ingenieur Ferdinand Porsche, der zu dieser Zeit technischer Direktor war. Da sie mit 47,7 Kilowatt (65 Pferdestärken) zu schwach waren, erregten sie allerdings nicht viel Interesse.
Ein weiterer Konstrukteur für Flugzeugmotoren war Otto Hieronimus. Er hatte 1908 bei Laurin & Klement in Jungbunzlau begonnen, einen Aeroplanmotor zu konstruieren, der 1910 fertiggestellt wurde. Zwischen 1910 und 1913 wurde ein stärkerer Motor konstruiert, der von Werner & Pfleiderer in Ottakring in Serie gefertigt wurde.
Von der Stadt Wien wurde ein „Großer Preis“ (20.000 Kronen) ausgeschrieben. Dieser verlangte den Start auf der Simmeringer Haide und die Landung auf einem bestimmten Feld bei der Stadt Horn im Waldviertel (Niederösterreich) sowie die Rückkehr nach Wien innerhalb von 24 Stunden. Bei seinem ersten Versuch am 3. Oktober 1910 scheiterte Karl Illner mit der Etrich-Taube am Nebel. Am 10. Oktober erfüllte er die Bedingungen und bekam den Preis zugesprochen.
Als erstes Todesopfer der österreichischen Motorluftfahrt gilt Edvard Rusjan, der während eines Schaufliegens über Belgrad am 9. Jänner 1911 bei Schlechtwetter abstürzte.
Im Jahr 1911 wurden aber auch die Stimmen immer lauter, die für die Reichshaupt- und Residenzstadt Wien ein eigenes (und für die Monarchie zweites) Flugfeld forderten, da das Gelände auf der Simmeringer Haide bisher immer nur provisorisch als Landeplatz benutzt wurde. Der Österreichische Aero Club und der k.k. Flugtechnische Verein ließen verschiedene Areale in Wien und der Nähe der Stadt auf ihre Eignung untersuchen, wobei ein Feld bei Schwechat zahlreiche Fürsprecher hatte.
Um die Praktiker der Luftfahrt in Österreich durch ausgebildete Theoretiker unterstützen zu können, wurde im Jänner 1911 an der k.k. Technischen Hochschule in Wien die Errichtung eines flugtechnischen Laboratoriums beschlossen und vom Unterrichtsministerium genehmigt.
Nachdem am 25. Jänner 1912 die Wiener Flugfeld-Gesellschaft m. b. H gegründet worden war, wurde auf einem Areal bei Aspern das Flugfeld errichtet. Bis Mitte Mai sollte aus dem Ackerland eine Wiese mit tragfähigem Boden und Hangars und sonst notwendige Gebäude errichtet werden. In der Folge setzte eine Abwanderungsbewegung der Fliegerei von Wiener Neustadt nach Wien ein. Daraufhin wurde in Wiener Neustadt das Flugfeld für die zivile Luftfahrt gesperrt und an das Militär verpachtet.
Bisher hatte sich die Fliegerei hauptsächlich über Flachland bewegt, erst der für den Flug Wien – Tulln – Wien (1910) ausgeschriebene Preis einer Zeitung zwang die Piloten den Wienerwald zu überfliegen (ob sich jemand dieser Herausforderung stellte, lässt die Quelle offen). Am 3. Mai 1912 gelang Oberleutnant Eduard Nittner mit einer Etrich-Taube des Militärs bei einem Flug von Wiener Neustadt nach Graz, wobei er mit dem Semmering erstmals in Österreich einen Alpenpass überquerte.
Die Asperner Flugfeld-Gesellschaft konnte nach längeren Verhandlungen mit Lous Blériot einen jungen Piloten aus der Fliegerschule Blériots – Adolphe Pègoud – für Kunstflugvorführungen engagieren. Unter den Zusehern befand sich unter anderem auch Erzherzog Leopold Salvator.
Zwischen dem 19. und 26. April 1914 fand der „Rundflug durch Österreich-Ungarn um den Schicht-Preis“ statt. Georg und Heinrich Schicht, Fabriksbesitzer in Aussig, hatten dem Österreichischen Aero Club und dem k.k. Flugtechnischen Verein 100.000 Kronen als Preisgeld für verschiedene Wertungen zur Verfügung gestellt. Die Flugroute steuerte das gesamte Staatsgebiet an, vor allem aber wurden jene Städte angeflogen, die eigene Städtepreise zur Verfügung gestellt hatten. Teilnahmeberechtigt waren ausschließlich Flugzeuge österreichisch-ungarische Produktion sowie österreichisch-ungarische Piloten.
- 1. Etappe: Aspern – Prag – Theresienstadt – Teplitz – Aussig – Theresienstadt – Brünn – Aspern
- 2. Etappe: Aspern – Raab – Budapest
- 3. Etappe: Budapest – Aspern

Einige der startenden Piloten traten unter einem Pseudonym an, denn Heeresverwaltung verbot den Piloten des Heeres die Teilnahme. Man sah die Teilnahme von Offizieren als nicht standesgemäß an.
Zwischen dem 21. und 29. Juni 1914 fand auf dem Flughafen Aspern das dritte Flugmeeting statt. Während dieser Veranstaltung errangen österreichisch-ungarische Piloten trotz internationaler Konkurrenz fünf anerkannte Weltrekorde sowie zehn nationale Rekorde.

#### Militärluftfahrzeuge
- Ballone:

Zum Militär kamen die ersten Heißluftballone durch Feldmarschall Josef Wenzel Radetzky von Radetz, der sich an das k.u.k. Kriegsministerium mit der Bitte wandte, ihm bombentragende Luftballons zur Rückeroberung von Venedig zur Verfügung zu stellen. Die beiden Oberleutnants Josef und Franz von Uchatius wurden daraufhin beauftragt, Ballone mit Bomben herzustellen. Erste unbewaffnete Versuche fanden am 29. Juni statt, am 2. Juli der erste bewaffnete. Am 22. August 1849 fand weltweit der erste Luftangriff mittels einer Ballonbombe statt.
Vom österreichischen Heer wurde Venedig von Mestre aus bombardiert.
Die Ballons mit ungefähr sechs Metern Durchmesser wurden aus Papier und Leinen gefertigt und trugen Schüsseln mit glühender Holzkohle und gefetteter Baumwolle, was für die für den Auftrieb nötige Heißluft sorgte. Die Bombe hatte ein Gewicht von etwa 25 Kilogramm und hing an einer Schnur. Diese wurde von einer Zündschnur nach einer vorbestimmten Flugzeit in Brand gesetzt und die Bombe dadurch abgeworfen. Die Zielgenauigkeit war von den herrschenden Wind- und Wetterverhältnissen abhängig und konnte bei sich ändernden Verhältnissen auch zur Gefahr für die eigenen Soldaten werden.
In welchem Umfang diese Ballone gegen Venedig eingesetzt wurden, ist nicht klar. Die Wirkung war vermutlich mehr psychologisch.
Viktor Silberer, der Gründer des Wiener Aero Clubs (später Österreichischer Aero-Club) veranstaltete 1888 in der Rotunde in Wien eine Ausstellung über das Ballonfahren. Und diese Ausstellung erweckte bei den Militärs in der gehobenen Führungsebene, die zuvor dieser neuen Technologie skeptisch gegenübergestanden war, doch Interesse und in weiterer Folge wurden einige Offiziere ins Ausland geschickt, um dort Informationen zu sammeln.
Am 14. April 1890 begann der erste „Militär-Aeronautische Kurs“ mit acht Teilnehmern, die aus einer großen Zahl freiwilliger Bewerber ausgewählt worden waren. Den Kurs leitete Viktor Silberer als Zivilist, Kursort war die Feuerwerkswiese im Wiener Prater. Einer der Teilnehmer war Leutnant Franz Hinterstoisser.
1891 wurde ein weiterer Aeronautischer Lehrgang abgehalten.
Standort der neu gegründeten Luftschifferabteilung mit allen notwendigen Anlagen (Ballonhalle, Materialschuppen, Anlage zur Herstellung von Wasserstoff, chemisches Labor, Unterkünfte für Offiziere und Mannschaften) wurde der Exerzierplatz neben dem Arsenal in Wien. Hier wurde auch der erste rein militärische Lehrgang von den Oberleutnants Josef Trieb und Franz Hinterstoisser abgehalten (ab 20. August 1893).
Für die Fesselballonabteilungen wurden einheitlich Kugelballons mit einem Fassungsvermögen von 600 Kubikmeter angeschafft, deren Steighöhe mittels Seilen kontrolliert wurde. Bei starkem Wind wurden diese allerdings oft niedergedrückt, so dass ab 1898 der von den deutschen August von Parseval und Hauptmann Rudolf Hans Bartsch von Sigsfeld konstruierte längliche Drachenballon erworben und als M 98 bezeichnet wurde.
Dank transportabler Wasserstoffgaserzeugungsgeräten und stählernen Gasflaschen war man von Leuchtgasfabriken und deren Leistungsfähigkeit unabhängig.
Mit der Einführung der ersten Flugzeuge bei der k.u.k. Armee wurden die mobilen Feldballonabteilungen aufgelöst und – in der Annahme, dass die Ballone nur noch im Stellungskrieg brauchbar sein würden – deren Material auf die Festungsballonabteilungen aufgeteilt.
Das Jahr 1916 brachte eine Reorganisation der Luftfahrttruppen im Hinterland. Die Ballonabteilungen wurden den Luftfahrttruppen direkt unterstellt. Gleichzeitig wurde das Luftschifferersatzbataillon in Wien und die Ersatzkompanien in Temesvar und Hainburg an der Donau aufgestellt.
Die zunehmenden Luftangriffe auf den Kriegshafen in Pola und andere Küsteneinrichtungen führten Ende des Jahres 1917 und zu Beginn des Jahres 1918 zur Aufstellung von Heimatschutzkompanien mit Sperrballons. Diese kleinen Kugelballons (80 bis 100 Kubikmeter) wurden in Höhen von bis zu 3.000 Meter hoch gelassen. An den Fesselseilen wurden zusätzlich kürzere Seile befestigt, die vom Wind seitlich weggeweht wurden und so den feindlichen Flugzeugen zusätzlich das Manövrieren erschwerten. Um einen ausreichenden Gasnachschub zu sichern, wurde Mitte 1918 in Pola eine Gasfabrik errichtet.
- Luftschiffe:

Schon die Einführung von Fessel-Beobachtungs-Ballons und Freiballons war beim Heer nur langsam und widerstrebend durchgeführt worden, aber noch zögerlicher und am Nutzen zweifelnd stand man den Luftschiffen gegenüber. Mit ein Grund waren aber auch die Finanzen, denn man musste ja nicht nur das fliegende Gerät anschaffen, sondern auch die für den Betrieb nötige Infrastruktur schaffen. Trotzdem wurden 1908 vier Mann ins Deutsche Kaiserreich zu den dortigen Kaisermanövern geschickt.
Besonders Franz Hinterstoisser, unterdessen bereits Oberstleutnant, Vizepräsident des Österreichischen Aero-Clubs und ehemaliger Kommandant der k.u.k. Militär-Aeronautischen Anstalt und Mitglied dieser Beobachtergruppe, setzte sich vehement für die Anschaffung von Luftschiffen für das Heer ein.
Kommerzialrat Camillo Castiglioni und Generaldirektor Ingenieur Alexander Cassinone, beide ebenfalls Vizepräsidenten des Österreichischen Aero-Clubs, legten jene Angebote, die von der Heeresverwaltung schließlich angenommen wurden.
Aus Platzgründen musste allerdings die Militär-Aeronautische Anstalt vom Arsenal in Wien weg verlegt werden. Man folgte einem Angebot des Bürgermeisters von Fischamend und begann 1909 mit der Errichtung der nötigen Anlagen (Luftschiffhalle, Wasserstoffgasfabrik, Unterkünfte für Mannschaften und Personal, Werkstätten). Während des Ersten Weltkrieges kamen noch ein Flugfeld, eine Flugzeugfabrik, Reparaturwerkstätten und der weltweit erste Propellerprüfstand (1917) dazu.
Die ersten beiden ausgebildeten Luftschiffer der k.u.k. Armee waren die Oberleutnants Franz Freiherr von Berlepsch und Franz Mannsbarth (beide hatten ebenfalls 1908 der Beobachtergruppe im Deutschen Kaiserreich angehört), sie waren vom Kriegsministerium nach Deutschland geschickt worden, um dort die Luftschifferprüfung abzulegen.
- Erstes Luftschiff der Österreichisch-Ungarischen Armee war das k. u. k. Militärluftschiff M.I (System Parseval), das von der Österreichischen Motor-Luftfahrzeuggesellschaft in Lizenz gefertigt wurde und am 26. November 1909 seine Erstfahrt absolvierte. Mit an Bord bei dieser Erstfahrt war unter anderem Ferdinand Porsche, Direktor der Daimler-Motorenfabrik und Konstrukteur des Motors, um diesen persönlich zu überwachen.
- Neben den Lizenzverträgen für das Parseval-Luftschiff verhandelte Direktor Camillo Castiglione auch mit Frankreich um die Rechte für den Lebaudy-Lenkballon (k. u. k. Militärluftschiff M.II (System Julliot-Lebaudy)). Auch dieser wurde von der Österreichischen Motor-Luftfahrzeuggesellschaft gebaut und flog das erste Mal am 30. Mai 1910.
- Das k. u. k. Militärluftschiff M.III (System Körting) als drittes Luftschiff war das Ergebnis der Zusammenarbeit der Ingenieure Alexander Cassinone und Wilhelm Stratmann (beide Österreich-Ungarn) und dem deutschen Ingenieur Basenach. Die Erstfahrt fand am 1. Jänner 1911 statt. Am 20. Juni 1914 explodierte es, nachdem es in Fischamend von einem Flugzeug gestreift wurde.[6][7]
- Hauptmann Friedrich Boemches vom Pionier-Bataillon Nummer 5 war der Konstrukteur des von mehreren Unternehmen gebauten k. u. k. Militärluftschiff M.IV (System Boemches). Der Erstflug fand am 16. April 1912 statt. Nach den erfolgreichen Abnahmefahrten wurde das Luftschiff dem Heer geschenkt. Weitere Fahrten wurden nicht mehr unternommen.

- Flugzeuge:

Das erste Flugzeug des österreichisch-ungarischen Heeres war der bereits erwähnte nach Umbauten fluguntaugliche Doppeldecker, der vom Schauflugsyndikat dem Militär geschenkt wurde.
Als Spende folgte am 19. Oktober 1909 ein Wright-Doppeldecker, der vom Großindustriellen Robert von Lieben dem Heer zur Verfügung gestellt wurde. Im Frühjahr 1910 wurde dem Heer ein Blériot-Apparat geschenkt und vom kaiserlichen Rat Josef Flesch kam ein Voisin-Doppeldecker.
Das erste am 2. April 1911 von der Heeresverwaltung selbst erworbene Flugzeug war eine vom Unternehmen Lohner erbaute Etrich-Taube.
Bald danach wurde eine Flugmaschinen-Instruktionsabteilung aufgestellt und mit der systematischen Ausbildung von Piloten begonnen. Da die Brauchbarkeit der Flugzeuge als Aufklärer bei den Herbstmanövern bewiesen werden konnte, wurde der Ankauf weiterer Flugzeuge genehmigt.
Zusätzlich zu den Etrich-Tauben kamen ab 1912 auch die bei sportlichen Flugveranstaltungen erfolgreichen Lohner-Pfeilflieger zum Militär. Auf dem Gebiet der Donaumonarchie setzte die Errichtung von Flugplätzen und der Aufbau von Flugparks (Standorte 1914: Fischamend, Wiener Neustadt, Görz, Mostar, Ujvidek, Krakau, Wien-Aspern) ein.
Während bei den statischen Ballonen verhältnismäßig einfach eine Verbindung zum Boden durch ein Kabel aufgebaut werden konnte, war diese bei Flugzeugen nicht möglich. Aus diesem Grund wurden 1913 die ersten Versuche mit eingebauten Funkgeräten durchgeführt. Dokumentiert ist beispielsweise mit 10. Juni 1913 ein Versuch von Hauptmann Ferdinand Cavallar von Grabensprung, unter dessen Leitung eine Telefunken-Radiostation in den Etrich-Flugapparat Amazone eingebaut wurde.
Zu Beginn des Ersten Weltkriegs verfügte die Fliegertruppe nur über Etrich-Tauben und Lohner-Pfeilflieger, da lediglich Lohner in der Lage war, Flugzeuge in Serie zu produzieren. Um den gestiegenen Bedarf zu decken, mussten Flugzeuge in Deutschland angekauft werden und anfänglich deutsche Flugzeugtypen in Lizenz gebaut. Mangels Schulflugzeugen wurden Offiziere nach Deutschland geschickt, um dort zu Piloten ausgebildet zu werden.
In der k. u. k. Marinewerft in Pola wurden in geringem Umfang ebenfalls Flugzeuge für die Marine gebaut.
Durch die Eröffnung neuer Flugzeugfabriken bestanden 1915 bereits sieben Werke; eine Entwicklung, an der Camillo Castiglione wesentlich beteiligt war. Über die von ihm gegründete Motor-Luftfahrzeug-Ges. m. b. H. belieferte er die Luftstreitkräfte mit Luftfahrzeugen. In Ungarn gründete er 1912 eine Flugzeugfabrik, welche in Lizenz Aufklärer und Schuldoppeldecker von Lohner fertigte und ab 1915 auch Konstruktionen von Ingenieur Ernst Heinkel.
In Österreich gründete er nach Kriegsausbruch zunächst die Österreichisch-ungarischen Albatros-Werke Ges. m. b. H in Wien-Stadlau und als zweites Werk in Österreich die Phönix-Flugzeugwerke AG, ebenfalls in Wien-Stadlau.
Weitere während des Kriegs in Österreich-Ungarn entstandene Flugzeugwerke waren
- Österreichisch-ungarische Flugzeugfabrik Aviatik (Wien-Heiligenstadt)
- Ungarische Lloyd Flugzeug- und Motorenfabrik, (Budapest-Aszód)
- Ungarische Flugzeugwerke AG Ufag (Budapest-Albertfalva)
- Oesterreichische Flugzeugfabrik AG Oeffag (Wiener Neustadt)
- k.u.k. Fliegerwerft Fischamend
- W.K.F. Wiener Karosserie- und Flugzeugfabrik W. v. Gutmann
- Magyar Általános Gépgyár (MÁG, Ungarische Allgemeine Maschinenfabrik AG, Budapest)
- Thöne & Fiala (Wien-Alsergrund)

1917 folgten die österreichisch-ungarischen Flugzeugbauer dem Trend zum Dreidecker. Wirkliche Vorteile brachte diese Konstruktionsvariante allerdings nicht, für den Piloten verschlechterte sich lediglich die Sicht. In Serie produziert wurde keines dieser Projekte.
Mit 40 bestätigten und einer unbekannten Anzahl ungeklärter Luftsiegen war Hauptmann Godwin Brumowski der erfolgreichste österreichisch-ungarische Jagdflieger der k.u.k. Armee, zweiterfolgreichster war mit 32 bestätigten und zusätzlich ebenfalls unbestätigten Abschüssen Offiziersstellvertreter Julius Arigi. Bei der k.u.k. Kriegsmarine war Linienschiffsleutnant Freiherr Gottfried von Banfield mit 18 Abschüssen der Erfolgreichste. Er war auch der einzige Träger des Maria-Theresia-Ordens in der Fliegenden Truppe.
Nach einem Probeflug am 20. März 1918 zwischen Wien-Aspern und Kiew wurde am 1. April 1918 der offizielle und tägliche Betrieb auf der Strecke Wien – Krakau – Lemberg – Prosskurow – Kiew in beiden Richtungen aufgenommen. Ab Mai wurde auch der Abschnitt Prosskurow – Odessa beflogen.
Die etwa 1.200 Kilometer lange Strecke wurde nach dem Prinzip des Staffellaufs bewältigt, an den Zwischenstationen wurde die Post umgeladen.
Ab 4. Juli 1918 wurde auch eine Luftpostlinie zwischen Wien und Budapest eingerichtet. Geplant war eine Verlängerung nach Bukarest und Odessa, doch dazu kam es nicht mehr.
Der ehemalige Organisator der öffentlichen Luftpostlinie, Feldpilot August Raft von Marwil, wurde in der Zwischenkriegszeit Leiter der Flughafeninspektion Aspern und nach dem Zweiten Weltkrieg erster Leiter des Amts für Zivilluftfahrt.

### Erste Republik

#### Ballone
Während des Ersten Weltkriegs lieferte der 1876 in Wien geborene Rudolf Brunner Fesselballone für Artilleriebeobachter und ab 1915 Fallschirme. Schon 1911 hatte er einen patentierten Petroleumbrenner für Heißluftballone konstruiert, aber erst ab 1926 konnte er einen neuen Heißluftballon entwickeln. Ein Nebenprodukt seiner Beschäftigung mit Ballons war die Entwicklung einer 1930 auf dem Welser Volksfest eingesetzten Traglufthalle. 1934 führte er in Deutschland seinen 1932 entwickelten Heißluftballon vor und erweckte damit bei Presse und Zusehern großes Aufsehen.
Dem am 14. April 1912 in Wien geborenen Ingenieur Josef Emmer gelang im Juli 1937 über Prag mit einem Heißluftballon die Weltrekordhöhe von 7819 Metern Höhe für Heißluftballone und zugleich der Rekord für österreichische Ballone. Im September 1937 konnte er im Wiener Prater von der Olympiawiese aus mit 9374 Metern den Weltrekord für Heißluftballone verbessern (dieser Rekord hielt bis 19. Juli 1961). Der Entwurf der verwendeten Ballonhülle stammte von dem am 28. Mai 1908 in Wien geborenen Ingenieur Bruno Marek, der sich auch um die Finanzierung kümmerte.

#### Gleit- und Segelflugzeugbau
Die Sektion Gleit- und Segelflug des Verein für Luftschiffahrt in Steiermark wurde am 14. Oktober 1921 durch Oberleutnant außer Dienst Adolf Kogler, den Techniker Hans Zoffmann und den Präsidenten a.o. Professor Theodor Schenkel gegründet. Nach etwa zwei Jahren wurde die Vereinigung in Akaflieg umbenannt.
Der Vertrag von Saint-Germain ließ den Flugsportinteressenten durch das Verbot des Motorflugzeugbaus nur Konstruktion, Bau und Flug mit den Gleit- und Segelflugzeugen.
Bei einer Flugdauer von 3 Minuten und 31 Sekunden stellte Konrad Pernthaler am 22. Mai 1925 einen österreichischen Streckenrekord. Vom Schöckl aus gelang am 23. April 1926 der erste Flug, als Pernthaler etwa 20 Kilometer weit bis Graz flog, was natürlich auch österreichischer Rekord war.
Zwei Jahre später hatte sich mangels Flugzeugen und Mitgliedern die Akaflieg beinahe selbst aufgelöst. Auf der Grazer Messe wurde 1930 mit einer Flugausstellung um Mitglieder geworben, außerdem wurden Versuche mit Schleppstarts mit Autos und Flugzeugen unternommen. Am 11. Mai 1933 unternahm der spätere General des Bundesheeres Walter Mühlbacher den ersten internationalen Postsegelflug von Graz nach Marburg und zurück.
Eine weitere Vereinigung von Segelfliegern wurde an der Technischen Hochschule Wien am 11. November 1921 gegründet. Die Segelflugzeuge sollten laut Beschluss selbst gebaut werden. Als Arbeitsraum wurde ihnen ein Zimmer im Aeromechanischen Laboratorium der Lehrkanzel zur Verfügung gestellt, die Werkstätte befand sich im Maschinenelementelabor in der Gumpendorfer Straße 7.
Das erste selbst gebaute Segelflugzeug flog im April 1923 bei Bruckneudorf am Fuß des Spitalbergs und am 1. und 2. November 1924 am Hundsheimer Berg bei Hainburg in Niederösterreich. Ein baugleiches Segelflugzeug wurde 1923 nach Deutschland gebracht, wo man am Rhön-Segelflug-Wettbewerb teilnahm. Nach dem Einmarsch der deutschen Wehrmacht wurde diese Gruppe 1938 aufgelöst.
Unterstützt von der ständestaatlichen Regierung Österreichs („Freiwilliger Arbeitsdienst“) baute der Österreichische Aero-Club in dafür eingerichteten Werkstätten Segelflugzeuge. Die erste derartige Werkstätte wurde im 12. Gemeindebezirk von Wien (Meidling) in der Kastanienallee 2 eingerichtet. Später kam eine weitere Werkstätte in Salzburg dazu.
Standort des Salzburger Segelflugzeugbaulagers waren vom Marmorwerk Parsch zur Verfügung gestellte Wohn- und Arbeitsräume.
Mit diesen Segelflugzeugen unterstützte der Aero-Club die rund 150 zu jener Zeit in Österreich bestehenden Segelflugvereine und stattete die eigenen Ausbildungszentren am Gaisberg (Salzburg), Hundsheim/Spitzerberg (Niederösterreich) und Wiener Neustadt damit aus.

#### Motorflugzeugbau (zivil)
Zwischen 1924 und 1931 bestand mit Hauptsitz in Wien (Freyung 3) und Werken in Brunn am Gebirge, am Flugfeld Aspern und einer Reparaturwerkstätte in Wien-Währing, Canongasse 12 das Unternehmen Avis Flugzeug- und Autowerke. Dieses Unternehmen produzierte neben Kleinautomobilen, die in Wien vor allem als Taxis eingesetzt wurden, auch Flugzeuge und veranstaltete mit einer Fokker F.III bis etwa 1926 Rundflüge im Raum Wien. Die Stilllegung des Betriebs war eine Folge der Weltwirtschaftskrise.
Kurzlebig waren auch die „Phönix Flugzeugwerke“ in Wöllersdorf in Niederösterreich, die im September 1929 gegründet wurde. In der Doppelrolle als Mitfinancier und Werkspilot war Hauptmann außer Dienst Godwin Brumowski für die neugegründete Fabrik tätig. Gebaut wurde die Phoenix „Meteor“ L-2/C der Phoenix Flugzeugbau in Düsseldorf-Lohausen (Deutschland) in Lizenz.
Sensationell waren damals die mit diesem Flugzeug durchgeführten Alpenrundflüge mit Schneelandungen auf Kufen. Am Ostersonntag 1932 landete Brumowski beispielsweise bei der Südwiener Hütte in den Radstädter Tauern. Auch dieses Unternehmen wurde 1932 ein Opfer der Weltwirtschaftskrise.
Neben dem Bau von Gleit- und Segelflugzeugen beschäftigte sich die Akaflieg Graz ab etwa 1926 auch mit dem Bau von Motorflugzeugen. Ab 1930 wurde unter mehreren Entwürfen der von Diplom-Ingenieur Alfred Oswald ausgewählt und mit dessen Verwirklichung begonnen. Aus finanziellen Gründen wurde das Flugzeug aber nicht fertiggestellt.
1934 wurde mit dem Bau eines von Eduard Walzl konstruierten Motorseglers begonnen, der 1937 fertiggestellt wurde und am 27. Mai aus eigener Kraft flog.
Der am 28. Februar 1901 in Wien geborene Ingenieur Theodor Hopfner war einer der erfolgreichsten Flugzeugbauer und -konstrukteure jener für die österreichische Luftfahrtindustrie schweren Zeit.
Nach dem Ende des Flugzeugbauverbots in Österreich durch den Vertrag von Saint-Germain gründete Theodor Hopfner ein Flugzeugwerk mit Standort Flugfeld Aspern. Mit einem selbst entworfenen und gebauten Flugzeug gründete er ein Rundflugunternehmen, das ab 1925 auch Charterflüge ins Ausland anbieten durfte.
Zahlreiche der von ihm konstruierten Flugzeuge wurden in zwar in nur kleinen Serien (die aber größer waren als jene seiner Konkurrenten) gebaut, aber auch ins Ausland verkauft, was seinen Konkurrenten ebenfalls kaum gelang. Seine ungewöhnlichste Entwicklung war ein Flugzeug mit Neonleuchtschrift für Werbezwecke bei Nachtflügen.
Zunehmende Aufträge des Bundesheers führten mangels eigener Produktionskapazität zur Gründung einer Flugzeugbauabteilung bei der Hirtenberger Patronenfabrik AG in Hirtenberg (Niederösterreich).
Nur wenige Jahre als selbständiges Flugzeugwerk bestand die „Wiener Neustädter Flughafen-Betriebsges.m.b.H“, die 1935 gegründet wurde und an der sich auch die Stadt Wiener Neustadt beteiligte. Gebaut wurden hier unter anderen zwei Flugzeuge für die Gran-Chaco-Südamerika-Expedition von Erzherzog Albrecht, aber auch andere Kunden aus Österreich (Bundesheer) und Polen. Nach dem Anschluss Österreichs an das Dritte Reich 1938 wurde die Firma auf „Wiener Neustädter Flugzeugwerke Ges.m.b.H“ abgeändert. Produziert wurden hier hauptsächlich Bf 109-Jagdflugzeuge. Das in Fischamend angesiedelte Zweigwerk für Tragflächenbau wurde von Theodor Hopfner geleitet.

#### Militärluftfahrzeuge
1928 wurde die im Vertrag von Saint-Germain festgelegte Kontrolle der österreichischen Luftfahrt aufgehoben. Am 1. April 1929 wurde in Graz-Thalerhof eine ÖLAG-Fliegerschule gegründet, an der auch heimlich militärische Schulungskurse abgehalten wurden. 1934, nach der „Enttarnung“ der Aufstellung von Luftstreitkräften wurde die Fliegerschule aufgelöst und der Flughafen Thalerhof dem Militär übergeben.
Zu Erprobungs- und Ausbildungszwecken wurden österreichische, italienische und britische Flugzeuge angeschafft, oft allerdings nur in Einzelstücken.
Der erste offizielle Flugtag des Bundesheeres wurde im September 1937 auf dem Flugfeld Aspern in Wien abgehalten.
Im Jahr 1939 sollte der Aufbau der Luftstreitkräfte abgeschlossen sein, dieses Ziel wurde durch den Anschluss allerdings nicht erreicht.

### Drittes Reich
Wiener Neustädter Flugzeugwerke

### Zweite Republik
Nach dem Ende des Zweiten Weltkriegs waren Österreich alle Formen der Luftfahrt verboten. Die zivile Luftfahrt kehrte durch die Pan American World Airways am 16. Juni 1946 wieder nach Österreich zurück.
Im Jahr 1948 erlaubten die Besatzungsmächte den Modellflug und ab 1949 auch den Segelflug wieder. Bereits zwei Jahre später – 1951 – wurden die Weltmeisterschaften im Modell-Segelflug in Österreich abgehalten und Oskar Czepa errang die Goldmedaille für das Austragungsland.
Das Jahr 1954 brachte die Erlaubnis, Motorflieger und Fallschirmspringer auszubilden, die Fallschirmspringerschule in Graz wurde am 27. Juni 1954 eröffnet.
Der österreichische Staatsvertrag vom 15. Mai 1955 und der vollzogene Abzug der Alliierten brachte Österreich auch die volle Freiheit im Luftraum. Gefeiert wurde dies mit einem Flugtag auf dem heutigen Flughafen Wien-Schwechat, dem ehemaligen Werksflugplatz der Ernst Heinkel Flugzeugwerke.
Das erste nach dem Krieg in Österreich konstruierte Flugzeug wurde von Ingenieur Otto Kauba in Wiener Neustadt gebaut. Zum Erstflug startete die einmotorige Maschine OK-15 am 16. Juli 1956.
Eine direkt aus New York kommende DC-6 der Pan American World Airways PanAm (ein Nurfrachtflugzeug) landete am 1. Februar in Wien. Die Vorführung einer „Caravelle“ in Schwechat brachte das Düsenzeitalter nach Österreich. Sechs Jahre später nahm die AUA mit diesem Flugzeugtyp den Linienverkehr auf.
Das österreichische Bundesheer, das bisher nur zurückgelassene Flugzeuge besessen hatte, bekam eine Staffel De Havilland „Vampire“, die am 10. April 1957 den Standort Graz-Thalerhof bezogen.
Am 30. September 1957 wurden im Festsaal der Creditanstalt-Bankverein in Wien die Austrian Airlines gegründet. Die ersten vier Vickers Viscount wurden gechartert, die erste von ihnen flog am 31. März 1958 als AUA-Maschine nach London.
Die Simmering-Graz-Pauker AG versuchte ebenfalls ins Fluggeschäft einzusteigen. Ober-Ingenieur Erich Meindl konstruierte ein zweimotoriges und viersitziges Geschäfts- und Reiseflugzeug, das als M 222 am 15. Mai 1959 erstmals flog. Am 2. August des gleichen Jahres stürzte das Flugzeug bei einem Erprobungsflug kurz vor der Landung in Wiener Neustadt ab, wobei der Pilot und der Bordmechaniker ums Leben kamen.
Um die Maschine in Serie produzieren zu können, wurde sie von Ingenieur Rüdiger Kunz als SGP 222 neu konstruiert. Nach dem Bau des vierten Prototyps wurden die weiteren Arbeiten eingestellt.
Das erste fabriksmäßig gefertigte österreichische Motorflugzeug nach dem Zweiten Weltkrieg kam vom Unternehmen Oberlercher Holzindustrie in Spittal an der Drau (Kärnten). Die JOB-5 kam am 20. Oktober 1958 heraus und wurde als JOB-15, eine Weiterentwicklung, in kleiner Serie hergestellt. Konstruiert worden war sie von Ingenieur Fritz Birkner. 1966 wurde der Flugzeugbau von Josef Oberlerchner aus finanziellen Gründen aufgegeben.
Am 7. Juli 1961 feierte das Österreichische Bundesheer in Schwechat die Indienststellung des ersten Jabo-Geschwaders, bestehend aus schwedischen Saab J-29F („Fliegende Tonne“). Abgelöst wurden diese im Juli 1970 durch 40 Saab J-105Ö. Der nächste Generationswechsel brachte nicht nur den überschalltauglichen Saab J-35Ö Draken, sondern auch heftige Diskussionen über das damals schon veraltete Fluggerät.
Im Gegensatz zu den schnellen Düsenflugzeugen befasste sich der Offiziersstellvertreter Josef Malliga ab dem August 1966 mit muskelkraftbetriebenen Flugzeugen. Er tat dies unter anderem in der Absicht, den Kremer-Preis zu gewinnen. Im Juli 1967 gelang es dem Piloten Brandl mit „Malliga I“ eine Strecke von 150 Metern zurückzulegen. Siegfried Puch schaffte 400 Meter. 1972 gelangen der verbesserten Maschine bis zu 600 Meter Flugstrecke nur mit Muskelkraft. Dann allerdings musste Josef Malliga aus persönlichen Gründen die Arbeiten einstellen.
Mit dem vom Flugzeugwerk H. W. Brditschka OHG (HB-Flugtechnik) aus Haid bei Linz an der Donau gebauten und entsprechend umgerüsteten Motorsegler MB-E1 gelang der weltweit erste Start sowie der anschließende Flug mit einem bemannten Elektroflugzeug.
Gespeist wurde der Bosch-Elektromotor mit etwa 10 Kilowatt aus 125 Kilogramm Nickel-Cadmium-Batterien von VARTA. Später musste auch das Unternehmen Brditschka sich auf die Produktion von Bausätzen für Selbstbauer beschränken.
In Szolnok in Ungarn errang die Fallschirmspringer-Nationalmannschaft aus Österreich 1974 den Weltmeistertitel in der Disziplin Gruppenzielsprung.
Die erste – noch inoffizielle – Weltmeisterschaft in der neuen Flugsportdisziplin „Drachenfliegen“ (Hängegleiter) trugen zwischen dem 12. und 22. März 1975 293 Teilnehmer in Kössen in Tirol aus. 1976 wurde hier auch die erste offizielle Weltmeisterschaft ausgetragen.
Ab dem Jahr 1975 rüsteten die Austrian Airlines auf Douglas DC-9-50 um, um den Flugbetrieb wirtschaftlicher abwickeln zu können. Das Ende des Jahres 1988 brachte den ersten von vier Großraumflugzeugen Airbus A310-324. Als Ersatz für die bisher verwendeten Fairchild Swearingen Metro wurden bis zu sechs Fokker 50 für den Binnenflugverkehr angeschafft. Die Umstellung auf den Airbus A321 brachte das Jahr 1996.
Weltmeister im militärischen Kunstflug wurde 1980 Oberleutnant Erich Wolf. Am 11. September 1981 errang Franz Achleitner mit einer Cessna „Golden Eagle“ zwei Weltrekorde und in der Klasse C1E weitere drei Steigweltrekorde auf die Höhen von 3.000, 6.000 und 9.000 Metern.
Ebenfalls Höhenweltrekorde errang Josef Starkbaum, allerdings mit einem völlig anderen Fluggerät.
- 8. Juni 1983: 13.670 Meter Höhe
- 19. Juni 1984: 12.375 Meter Höhe
- 10. Juni 1986: 10.670 Meter Höhe

Diese Rekorde stellte er mit Heißluftballonen verschiedener Typen auf. Josef Starkbaum, vom Beruf AUA-Flugkapitän, gewann zahlreiche Wettbewerbe, darunter auch sieben Mal den Gordon-Bennett-Cup für Gasballone,
die seit 1906 veranstaltet werden.
In Schielleiten wurde im Jahr 1986 die fünfte Europameisterschaft und 1987 die achte Heißluft-Ballonweltmeisterschaft – bei der Josef Starkbaum den zweiten Platz belegte – abgehalten.
Im Mai 1981 sollte in Friesach die erfolgreichste Serienproduktion von Flugzeugen in Österreich seit der Kaiserzeit beginnen. Der aus glasfaserverstärktem Kunststoff gefertigte Motorsegler H-36 „Dimona“ wurde von Diplom-Ingenieur Wolf Hoffmann in Deutschland entwickelt und entgegen der ursprünglichen Planung in Friesach in Kärnten mit großem Erfolg gefertigt („Hoffmann Aircraft“).
Der unrentablen Fertigung wegen wurde die Produktion eingestellt. Als Tochterunternehmen der Simmering-Graz-Pauker wurde 1985 in Wien die Herstellung wieder aufgenommen und nach einer Überarbeitung der Maschine die Produktion der nunmehrigen „Super Dimona“ HK-36R mit in Österreich produziertem Rotax-Motor im November 1988 in das neue Werk in Wiener Neustadt verlegt, wo weitere erfolgreiche Flugzeugmodelle entwickelt wurden. Eine ganze Serie von Ein- und Zweimot wurde durch den Einbau von Dieselmotoren erheblich verbrauchsfreundlicher gestaltet. Das jüngste Projekt, der „D-Jet“ ist zunächst ein für den nordamerikanischen Markt entwickelter Privatjet mit einer Turbine. Piloten schätzen die „Diamond“-Flugzeuge als bedienungsfreundlich.
Trotz des Erfolgs der aus der Hoffmann Aircraft entstandenen Diamond Aircraft entwickelte sich keine Produktion von Großflugzeugen in Österreich. Zahlreiche österreichische Unternehmen wie FACC, Böhler, Planseewerke, Pankl, Isovolta und andere treten allerdings als Zulieferer für den Bau von Boeing- und Airbus-Flugzeugen in Erscheinung.
Ebenfalls auf dem Weg zu einem Exportschlager ist der vom Unternehmen Schiebel Elektronische Geräte konstruierte Camcopter S-100. Die Entwicklungsarbeiten an dem für zivile und militärische Zwecke gedachten Flugkörper begannen Mitte der 1990er Jahre. Dass diese Drohne auch noch Trägerin des Adolf Loos Staatspreises Design ist, ist eine Draufgabe zu den technischen Fähigkeiten.
Im Burgenland arbeitet seit 2006 das Unternehmen AMT, das sich ebenso auf Kleinflugzeuge spezialisiert hat, die eine sehr kurze Startbahn benötigen. Derzeit besteht ein Entwicklungszentrum beim Flugplatz Punitz-Güssing.

#### Militärluftfahrt
Wie auch bei der Ausrüstung und Bewaffnung für die Bodentruppen stammten die ersten Flugzeuge des Österreichischen Bundesheers aus den Beständen der ehemaligen Besatzungsmächte. In diesem Fall waren es je vier Jakovlev Jak 11 und Jak 18 von der Roten Armee, die in Langenlebarn stationiert wurden.
Später wurden weitere Flugzeuge und Hubschrauber angeschafft. Die Anschaffung des bereits veralteten Saab Draken brachte dem Bundesheer den Einstieg ins Zeitalter der Überschallgeschwindigkeit, wurde aber wegen des Alters der „Rostschüsseln“ heftig kritisiert. Noch heftiger umstritten ist der Ankauf der Eurofighter wegen der Kosten, aber auch wegen nicht nachprüfbarer Berichte über die angebliche begrenzte Einsatztauglichkeit.
Im Gegensatz dazu stieß die Anschaffung der Black Hawk-Hubschrauber in der Bevölkerung kaum auf Kritik. Die Lawinenkatastrophe von Galtür und die unter Mithilfe von Hubschraubern der Nachbarstaaten durchgeführte Rettungsaktion hatte den Österreichern die Notwendigkeit moderner und leistungsfähiger Helikopter drastisch vor Augen geführt.
Die hier genannten Flugzeuge und Hubschrauber sind nach der Reihenfolge ihrer Anschaffung gereiht. In verschiedenen Quellen finden sich oft widersprüchliche Angaben über die Einsatzzeiten und Stückzahlen.
Propellerbetriebene Maschinen:
- Jakowlew Jak-11 (1956–1965, 4 Stück)
- Jakowlew Jak-18 (1955–1960, 4 Stück)
- Cessna L.19A und E Bird Dog (1958–1997, 22 Stück L-19A, 7 Stück L-19E)
- Zlín Z-126 Trenér (1957–1965, 4 Stück)
- Cessna 172 (1957–1958, 1 Stück)
- Cessna 182 (1957–1965, 2 Stück)
- Fiat G.46-4B Serie 4, (1957–1963, 5 Stück)
- De Havilland Canada L-20 „Beaver“ (1960–1976, 6 Stück)
- Piaggio P.149D (1958–1965, 1 Stück)
- Piper PA-18/95 + 150 „Super Cub“ (1957–1965, 8 Stück 18/95, 2 Stück 18/150)
- North American NA LT-6G Texan (1959–1968, 10 Stück)
- SAAB B17A (1957–1963, 1 Stück)
- Saab 91D Safir (1964–1993, 24 Stück)
- Pilatus Porter PC-6 (1976–, 13 Stück)
- Pilatus Porter PC-7 (1983–, 16 Stück)

Strahlgetriebene Maschinen:
- Saab J-29-B/F Tunnan („Fliegende Tonne“) (1961–1972, 30 Stück)
- De Havilland DH 115 Vampire TMk.55 und Modell Mk.T11 (1957–1972, 9 Stück)
- Aerospatiale (Fouga Potez) CM.170 Magister (1959–1972, 18 Stück)
- SAAB 35OE Draken (1987–2005, 24 Stück)
- Saab 105 OE (1970–, 40 Stück)
- F5-E Tiger II (2004–, 12 Stück)
- Eurofighter EF 2000 (2007–, 15 Stück)

Transportmaschinen:
- Short Skyvan S.C.7 (1969–2007, 2 Stück)
- CASA CN-235 (2002, 1 Stück geleast)
- Lockheed C-130 Hercules (2003–, 3 Stück)

Hubschrauber:
- Agusta Bell AB-27G2 (1956–1969, 10 Stück)
- Bell H-13H „Sioux“ (1960–1976, 17 Stück)
- Aérospatiale SA-3130 Alouette II (1958–1975, 16 Stück)
- Aérospatiale SA-319 Alouette III (1967–, 28 Stück)
- Sikorsky S-55 (1958–1965, 10 Stück)
- Sikorsky S-65OE (1970–1981, 2 Stück)
- Agusta Bell AB-204 (1963–2004, 26 Stück)
- Agusta Bell AB-206A „Jet Ranger“ (1969–, 13 Stück)
- Agusta Bell AB-212 (1980–, 25 Stück)
- Bell OH-58 „Kiowa“ (1976–, 12 Stück)
- Sikorsky S-70 “Black Hawk” (2002–, 9 Stück)

Im Gegensatz zur Donaumonarchie oder der Ersten Republik verfügt das Österreichische Bundesheer der Zweiten Republik über keine in Österreich hergestellten oder entwickelten Luftfahrzeuge.

#### Ballone
Am 10. April 1955 startete nach 17 Jahren Pause der Schweizer Fred Dolder mit einem Gasballon vom Vogelweidplatz in Wien. Die folgenden Aufstiege österreichischer Ballone waren zum Teil Wohltätigkeitsorganisationen wie „Pro Juventute“ und „SOS-Kinderdorf“ gewidmet.
Josef Starkbaum – im Zivilberuf Flugkapitän bei den Austrian Airlines – errang zahlreiche Siege bei Wettbewerben mit Gas- und Heißluftballonen und stellte auch Weltrekorde auf:
- Höhenweltrekord (Heißluftballon Klasse AX8): am 8. Juni 1983 13.670 Meter Höhe
- Höhenweltrekord (Heißluftballon Klasse AX7): am 19. Juni 1984 12.375 Meter Höhe
- Höhenweltrekord (Heißluftballon Klasse AX6): 10.670 Meter Höhe
- Höhenweltrekord (Heißluftballon Klasse AX7): am 8. Juli 1995 14.018 Meter Höhe

Höhenweltrekord (Heißluftballon Klasse AX8): am 21. Juli 1998 15.360 Meter Höhe
Weiters wurde er mehrfacher Staats-, Europa- und Weltmeister sowie gemeinsam mit Gert Scholz mehrfach Sieger des Gordon-Bennett-Cup für Gasballone.
Etwa zehn Jahre später folgte ihm Günter Schabus als erfolgreicher Ballonfahrer nach:
- Höhenweltrekord (Kombination von Gas- und Heißluftballon): am 13. Oktober 1994 5.928 Meter Höhe
- Dauerweltrekord (Heißluftballon Klasse AX1 und AX2): am 13. Oktober 1994 2 Stunden 50 Minuten 39 Sekunden
- Höhenweltrekord (Heißluftballon Klasse AX1): am 28. Februar 1995 2.250 Meter Höhe
- Die aus Salzburg stammende Heidrun Posch errang mit einem Heißluftballon am 19. August 2002 die Weltrekordhöhe für Damen von 10.876 Metern.

Ebenfalls erfolgreiche Ballonfahrer bei den Gordon-Bennett-Ballonfahrten waren Thomas Lewetz – Silvia Wagner und Johann Fürstner – Josef Huber.
Im Jahr 1984 wollten die Ballonpilotenpartner Helmut Meierhofer und Wolfgang Jenicek an einem Ballonwettbewerb teilnehmen, besaßen aber nur einen Ballon. Elfi Jenicek, Gattin von Wolfgang Jenicek, nähte aus 1.100 Metern Stoff (Breite 1,5 Meter) und 7.000 Meter Spezialzwirn länger als einen Monat lang die zweite Ballonhülle. Fertig war sie mit dieser Arbeit am 20. Dezember 1983. Über den Ausgang des Wettbewerbs ist nichts bekannt.
Gefertigt werden in Österreich Ballons vom Unternehmen Schön Ballon in Wels in Oberösterreich ebenso wie Ballonfahrten laut dem Bundesministerium für Verkehr, Innovation und Technologie (Stand: 1. Oktober 2003) von 32 Unternehmen und Vereinen kommerziell angeboten werden.

#### Gleit- und Segelflugzeugbau
Das noch in der Zwischenkriegszeit in Bregenz (Vorarlberg) gegründete Unternehmen Flugzeugbau Kittelberger Bregenz wurde zwar nach dem Ende des Zweiten Weltkriegs demontiert, doch bereits 1946 begann der Gründer mit dem Wiederaufbau und baute unter anderem auch für die Besatzer Segelflugzeuge.
In Salzburg arbeiteten Franz Spilka und Josef Wettstein in einer Arbeitsgemeinschaft für Segelflugzeugbau zusammen. Gebaut wurden Segelflugzeuge, aber auch Flugzeugteile für Segel- und Motorflugzeuge.
Ingenieur Rüdiger Kunz arbeitete an der Konstruktion des Standardsegelflugzeugs „Standard Austria S“ mit. Der Prototyp flog im Juli 1959 das erste Mal. Die serienreife „Standard Austria“ des Österreichischen Aero-Clubs wurde bei der Weltmeisterschaft in Köln 1960 mit dem OSTIV-Preis für die beste Neukonstruktion ausgezeichnet, war aber auch im Flug mit seinem Piloten Hans Resch erfolgreich.
Während der nächsten Jahre erreichte dieses Segelflugzeug zahlreiche Rekorde:
- Zielstreckenflugrekord: 737,03 Kilometer am 7. August 1963, Pilot Benjamin Greene in Texas
- Zielstreckenflugrekord mit Rückkehr: 699,04 Kilometer am 8. Jänner 1964, Pilot M. Jackson in Südafrika
- Weltrekord im Dreiecksflug und Frauenweltrekord: 500 Kilometer mit 104 km/h, 1963, Pilotin Ann Burns
- Weltrekord im Dreiecksflug: 100 Kilometer mit 96 km/h

Dazu kamen noch österreichische, deutsche, französische und britische Rekorde.
Ingenieur Rüdiger Kunz war in Deutschland an der Entwicklung des Airbus ebenso beteiligt wie an der des jetzt als „Eurofighter“ bekannten Kampfflugzeugs. Für den Flugzeugbau in Österreich war er wichtig als Gutachter für die Musterzulassung der „Super Dimona“ und der „Katana“.
Vor dem Zweiten Weltkrieg war Ingenieur Erwin Musger unter anderem für das Segelflugzeugbauprogramm des Österreichischen Aero-Clubs tätig. In der 2. Republik konstruierte er ebenfalls zahlreiche Segelflugzeuge, die von Vereinen und kleineren Unternehmen gebaut wurden. Verkauft wurden diese Segler unter anderem auch nach Deutschland und England.

## Entwicklung der Luftfahrzeugstypen

### Muskelkraft- und Schwingenflieger
Um den Wunsch Fliegen zu können zu verwirklichen, ahmten die Konstrukteure den Flügelschlag der Vögel nach. Als Antriebskraft für ihre Apparate stand ihnen ursprünglich nur die Muskelkraft ihrer eigenen Körper zur Verfügung, Verbrennungsmotoren wurden erst später eingesetzt. Die Versuche waren zahlreicher als die hier genannten Beispiele, die Erfolge gering.

#### Bis 1918
Der aus der Schweiz stammende Jakob Degen kombinierte seinen Flügelschlagapparat mit einem Gasballon. Am 13. November 1808 stieg er im Prater in Wien erstmals auf, am 6. September 1810 führte er seinen Apparat Kaiser Franz in Laxenburg vor.
Karl Cerny baute ursprünglich Modelle von Schwingenflugmodellen. 1912 begann er mit dem Bau einer Flugmaschine, die einen Menschen befördern konnte. Zu diesem Zweck bekam er vom Österreichischen Flugtechnischen Verein einen Motor zur Verfügung gestellt. Im Rahmen des Internationalen Flugmeetings 1914 in Wien-Aspern sollte der Flugapparat erstmals erprobt werden. Bevor es aber dazu kam, langte die Meldung über die Ermordung des Thronfolgers Franz Ferdinand von Österreich-Este ein und die Veranstaltung wurde abgebrochen.
Ab 1911 arbeitete Graf Georg Khevenhüller gemeinsam mit Franz Xaver Wels, der schon mit den Etrichs gearbeitet hatte, bei der Burg Hochosterwitz an einem Schwingengleiter. Der Erfolg mit Schwingenbetrieb war jedoch gering.

#### Zwischenkriegszeit
Franz Xaver Wels baute 1924 in Bielsko-Biała in Polen ein einsitziges Sportflugzeug mit Translationsantrieb. Bei Flugzeugmodellen wurde diese Art von Antrieb erfolgreich getestet, in der Realität hob der „Zykloidenflieger“ allerdings nicht vom Boden ab.
Schon vor dem Ersten Weltkrieg hatte sich Karl Cerny mit dem Schwingenflug beschäftigt und setzte seine Bemühungen in der Zwischenkriegszeit fort. Aus Geldmangel mussten 1929 allerdings die Versuche mit einem mit beweglichen Flügeln versehenen Motorrad eingestellt werden.
Unterstützt vom Monteur Karl Passarek baute Karl Brunner, ein Mechaniker aus Wien, zunächst einige Modelle von Schwingenfliegern mit Gummischnurmotor. Deren brauchbare Erfolge ermutigten die beiden, ab 1937 ein motorgetriebenes manntragendes Flugzeug zu bauen. Das Fluggerät wurde aber bei einem der Probestarts schwer beschädigt, was zum Ende der Versuche führte.

#### Zweite Republik
Franz Pillesmüller, ein Schlossermeister aus Bad Vöslau in Niederösterreich, arbeitete an einem Schlagflügelapparat („Pillfra I“), zu dem er auch ein Patent anmelden konnte. Die Flugversuche selbst verliefen erfolglos.
Ab dem August 1966 arbeitete der Bundesheerangehörige Josef Malliga in Zeltweg in der Steiermark seine Arbeiten an einem Muskelkraftflugzeug. Moderne Werkstoffe ermöglichten im Jahr 1967 Flüge bis zu 400 Metern. Da diese nicht ausreichten, den Kremer-Preis zu gewinnen, wurde in den Jahren 1971/72 das Flugzeug umgebaut, beim ersten Startversuch 1972 aber von einem Windstoß beschädigt. Nach der Reparatur wurden Flugweiten von bis zu 600 Metern erreicht. Josef Malliga wurde durch persönliche Umstände an der Fortsetzung seiner Arbeiten gehindert.

### Senkrechtstarter und Drehflügler
Die Konstrukteure von Senkrechtstartern und Drehflüglern versuchten auf eine andere Art und Weise, vom Boden abzuheben und zu fliegen. Das Wie erklärt die Bezeichnung von Wilhelm Kress für eine seiner Entwicklungen: „Flugmaschine ohne Anlauf“.

#### Vor 1918
Wilhelm Kress baute zwischen 1892 und 1896 ein Hubschraubermodell mit zwei gegenläufig rotierenden Luftschrauben, um das Drehmoment auszugleichen. Die Flugversuche der Modelle verliefen erfolgreich, die Konstruktion eines manntragenden Großmodells wurde aber vom Militär abgelehnt.
Ebenfalls von Wilhelm Kress wurde die so genannte „Flugmaschine ohne Anlauf“ entwickelt. Der Flugapparat sollte senkrecht starten und danach seine Propeller um 90 Grad schwenken und von zwei Tragflächen getragen waagrecht fliegen. Der Bau eines Prototyps scheiterte zunächst an Geldmangel und endgültig am Tod von Wilhelm Kress. Dieser Konstruktion ähnelte die am 19. März 1989 in den Vereinigten Staaten gestartete Bell-Boeing V-22 „Osprey“.
Als Alternative zu den Fesselballons für Artilleriebeobachter schlug Oberstleutnant Stephan Petróczy von Petrócz 1916 dem Kriegsministerium die Entwicklung von „Schraubenfesselfliegern“ vor. Dieses beauftragte die Unternehmen Öffag und Daimler Motoren AG unter Mithilfe von Ferdinand Porsche, Ingenieur Köhler, Ingenieur Zadnik, Direktor Ockermüller und Ingenieur Karl Balaban.
An einer senkrechten Achse befanden sich zwei sich in Gegenrichtung drehende Propeller, deren Flügel jeweils ähnlich den Tragflächen eines Doppeldeckers paarweise übereinander angeordnet waren. Das Projekt scheiterte zunächst daran, dass die von einem Elektromotor, der über ein langes Kabel vom Boden aus mit Strom versorgt wurde, angetriebenen Luftschrauben zu wenig Auftrieb erzeugten.
Ingenieur Theodore von Kármán arbeitete in Fischamend an dem nun PKZ 1 und später PKZ 2 genannten Projekt weiter. Die Abkürzung leitet sich von den beteiligten Konstrukteuren Petróczy, Kármán und Zurovec ab. Nach dem erfolgreichen Betrieb eines Modells wurde 1917 bei der M.A.G. in Ungarn ein von drei Seilen gehaltenes Fluggerät gefertigt, das auch mit drei Mann Besatzung abhob. Nach einigen Versuchen brannte allerdings der Elektromotor ab und die Arbeiten an PKZ 1 wurden eingestellt.
Ende 1917 begann Leutnant Ingenieur Wilhelm Zurovec an PKZ 2 zu arbeiten. Er verwendete einen Benzinmotor. Der Erstflug fand am 2. April 1918 bei Budapest statt. Der zu geringen Motorleistung wegen wurde später ein stärkerer Motor eingebaut. Am 10. Juni 1918 wurde das Gerät bei einem Absturz schwer beschädigt, das Kriegsende beendete auch die Entwicklungsarbeiten. Bei verschiedenen Testflügen gelangen Aufstiege in Höhen von bis zu 50 Meter.

#### Zwischenkriegszeit
Anton Lutsch aus Krensdorf im Burgenland entwickelte eine ungewöhnlich geformte Luftschraube, kombinierte zwei Stück davon gemeinsam mit einem Schlagflügelapparat und einem Motor auf einem Gestell, das wie ein Rucksack auf dem Rücken getragen werden sollte. Allerdings lieferten die Luftschrauben zu wenig Auftrieb, so dass der Konstrukteur nicht vom Boden abhob.
Die Österreicher Ingenieur Raoul Hafner und Diplomkaufmann Bruno Nagler entwickelten gemeinsam Hubschrauber. 1932 übersiedelten sie nach England, wo sie mehr Unterstützung fanden. Ingenieur Raoul Hafner wurde dort erfolgreich, Bruno Nagler kehrte 1935 nach Österreich zurück, wo er gemeinsam mit Franz Rolz seine Arbeiten fortsetzte. Nach dem Ende des Zweiten Weltkriegs übersiedelte er erst nach Brasilien und später in die USA, wo er einige im Hubschrauberbau tätige Unternehmen gründete.

#### Zweite Republik
1960 wurde der „Giro-Segler“ genannte Tragschrauber vorgestellt. Diese motorlose Konstruktion war mit Schwimmern versehen und sollte von einem Motorboot geschleppt werden und dadurch abheben.
Von Paul Jaritz und Hans Krug wurde 1964 ein Ein-Mann-Hubschrauber entwickelt. Dieser sollte bei Rettungsflügen im Gebirge eingesetzt werden. Allerdings wurden die Arbeiten eingestellt.
Oskar Westermayer entwickelte ab 1966 zahlreiche Tragschrauber.

### Neue Flugsportgeräte

#### Drachenflieger (Deltagleiter)
Die heute bekannten Drachenflieger oder Deltagleiter wurden 1948 vom US-Amerikaner Francis Rogallo erfunden, indem er drei Stangen fächerförmig mit einem Segel verband.
Der erste bekannte Drachenflieger in Österreicher war der aus München stammende Harti Huber in Kössen (Winter 1973). Im März 1974 fand in Kössen das erste europäische Drachenflieger-Treffen statt, am 6. und 17. Dezember 1974 die erste österreichische Staatsmeisterschaft und zwischen 12. und 22. März 1975 die erste alpine Drachenflug-Weltmeisterschaft.
Manfred Ruhmer aus Österreich, erster dreifacher Weltmeister, zweifacher Europameister, stellte am 17. Juli 2001 einen Langstreckenrekord der FAI-I Klasse mit 700,8 Kilometern auf (Texas/USA, Durchschnittsgeschwindigkeit 66,2 km/h).
Deltagleiter werden von mehreren österreichischen Unternehmen, vor allem in den alpinen Bundesländern, hergestellt. Dabei handelt es sich entweder um Eigenentwicklungen oder Lizenzprodukte.

#### Gleitschirme (Paragleiter)
So wie bei den Deltagleitern fand auch die erste Weltmeisterschaft im Gleitschirmfliegen in Kössen in Tirol statt (1.–16. Juli 1989).
Klaus Helmhofer stellte am 19. Juni 2000 mit 203,6 Kilometern einen neuen Weltrekord in der Disziplin Dreiecksflug auf. Er umflog das FAI-Dreieck Stubnerkogel (Startplatz) – Alte Traunsteiner Hütte – Schönangerl.
Als Ringer und Paragleiter (Staatsmeister 2003, 2005, 2006) erfolgreich ist Helmut Eichholzer aus Kuchl.
Auch hier stellen/stellten vor allem Unternehmen in den alpinen Bundesländern Österreichs Gleitschirme eigener oder fremder Entwicklung (Lizenz) her.
Laut Bundesministerium für Verkehr, Innovation und Technologie (Stand 2. Juni 2006) bestehen in Österreich 80 Unternehmen für die gewerbsmäßige Beförderung von Personen und Sachen im Bedarfsverkehr mit doppelsitzigen Paragleitern (Hängegleitern).

#### Paraplanes
Paraplanes besitzen ein dreirädriges Fahrgestell, auf dem der Paragleiter-Flieger seinen Sitz hat und der Motor montiert ist. 1985 wurde dieser Antrieb in den USA entwickelt.

#### Hilfsmotor-Systeme
Sinn der Hilfsmotor-Systeme war es ursprünglich, Drachenfliegern den Start auch in ebenem Gelände zu ermöglichen. Bei den aktuellen Entwicklungen werden die eine Einheit bildenden Teile Luftschraube, Tank und Motor wie ein Rucksack umgeschnallt.
1976 gelang es Franz Schöfmann als erstem bekannten Nutzer eines Hilfsmotors, an den Startplatz zurückzukehren. Wegen der damaligen Gesetzeslage startete er das erste Mal offiziell mit einer Eigenentwicklung 1976 beim Rhön-Treffen in Deutschland, wo er als einziger mit seinem Drachen in der Ebene startete.

#### Ultraleicht-Trikes
Ultraleicht-Trikes sind fahrbare Untersätze mit Motor, Schubschraube und maximal zwei Sitzplätzen. Montiert werden diese Trikes unterhalb des Drachenfliegers. Auch hier gibt es österreichische Produzenten und Erzeuger.

#### Starrflügler
Bei Starrflüglern oder auch Ultralight-Segelflugzeugen handelt es sich um Kreuzungen von Deltagleitern und Segelflugzeugen. Sie verfügen über Tragflächen mit aerodynamischem und starrem Profil und werden über Klappen oder Ruder gesteuert. Der Pilot hängt wie beim Drachenflieger unter den Tragflächen.

## Technik

### Flugmotoren

#### Bis 1918
Als erste mechanische Kraftquellen wurden in der Zeit der ersten Flugversuche Dampfmaschinen, Heißluftmaschinen oder Kohlesäuremotoren eingesetzt. Das anfangs hohe Gewicht des Ottomotors verhinderte seinen Einsatz, so scheiterte beispielsweise Kress an dem schlechten Gewicht-Leistungs-Verhältnis.
Die ersten in Luftfahrzeuge eingebauten Verbrennungsmotoren waren etwa von der Daimler Motoren AG in Wiener Neustadt gebaute und adaptierte Motoren für Kraftfahrzeuge. Auch die Maschinen AG Körting trat als technischer Ausstatter in Erscheinung.
Die Motorenproduktion in Österreich war an den gesteigerten Bedarf während des Kriegs nicht angepasst und so musste aus dem Deutschen Kaiserreich importiert werden.
Hubert Schiske aus Groß-Enzersdorf bei Wien entwickelte ab 1907 den ersten Motor speziell für Flugzeuge. Bei diesem 4-Zylinder-Motor waren die Zylinder um jeweils 90 Grad zueinander versetzt nach der Art der späteren Sternmotoren. Gebaut wurde allerdings nur ein einziges Exemplar.
1910 brachte die Österreichische Daimler-Motoren AG unter Direktor Ferdinand Porsche den ersten serienmäßigen Flugzeugmotor mit 65 PS auf den Markt. Zu Kriegsende hatte man bereits 12-Zylinder-Motoren mit bis zu 400 PS im Programm. Das ungarische Unternehmen M.A.G. baute diese Motoren ab 1916 in Lizenz und auch die ehemaligen Rapp-Werke in München.
Otto Hieronimus konstruierte bei Laurin & Klement 1908/09 seinen ersten Flugzeugmotor, den er nach seinem Wechsel zu Werner & Pfleiderer in Wien zur Serienreife brachte. Ab 1911 wurden dann die so genannten Hiero-Motoren in Serie hergestellt. Auch diese Motoren wurden unter dem Druck des Kriegs immer leistungsstärker. In Lizenz erzeugt wurden sie unter anderem in Ungarn beim Unternehmen „Martha“ in Arad und „Ganz-Fiat“ in Budapest sowie ab 1917 in der Automobilfabrik Loeb & Co. GmbH in Berlin-Charlottenburg in Deutschland.
Nach dem Krieg wurde von Warchalowski der Hiero-Motor Type T mit 35/40 PS für Kleinflugzeuge gebaut.

#### Erste Republik
Der Vertrag von Saint-Germain verbot zum einen auch die Flugzeugmotorenherstellung, die geringe Nachfrage nach Flugzeugen machte die Serienproduktion aber auch nicht wirtschaftlich.
Ab den Dreißigerjahren kam es durch Flugsportler zur Eigenkonstruktion von Motoren für ihre Flugzeuge. Karl Jentschke, bei den Steyr-Werken tätig, konstruierte für ein eigenes Kleinflugzeug einen luftgekühlten Zweizylinder-Boxermotor. In der Rotunde in Wien wurde 1932 der von Ingenieur Leopold Bauer ebenfalls selbst entwickelte 60 PS Zweizylinder-Boxermotor für sein neues Flugzeug ausgestellt: Dieses wurde aber nie fertiggestellt.
Ebenfalls ein Eigenbauflugzeug antreiben sollte der von Diplom-Ingenieur Richard Siedek und Ingenieur Kraus gemeinsam entwickelte Zweitakt-Flugzeugmotor.
Noch vor dem Anschluss an das Dritte Reich begann Siemens in Wien mit der Produktion von Sternmotoren. Die aus Deutschland kommenden Gussteile wurden in Wien bearbeitet und zusammengebaut. Gedacht waren sie vor allem für die für das Bundesheer gebauten Udet S-U-12a „Flamingo“, Focke-Wulf Fw 44 „Stieglitz“ und Hopfner-Flugzeuge.

#### Zweite Republik
Oskar Westermayer aus Poysbrunn in Niederösterreich entwickelte ab 1966 zahlreiche Tragschrauber, befasste sich aber auch mit der Verbesserung von Flugzeugmotoren. So rüstete er beispielsweise für Ingenieur Heinrich Brditschka und sein Motorseglerprogramm Volkswagenmotore für Autos flugtauglich um. Wegen technischer Probleme mit diesen Motoren im Flugeinsatz entwickelte er einen eigenen Motor.
Seit 1943 ist die in Dresden gegründete Rotax in Österreich ansässig und produziert unter anderem auch Motoren für Flugzeuge.

### Flugzeugpropeller
Eines der ersten Unternehmen in Österreich-Ungarn, das mit der Produktion von Flugzeugpropellern begann, war Jacob Lohner & Co. Ab 1912 bestand eine Propellerbauabteilung, die unter Ingenieur Leopold Bauer für jede Motortype einen eigenen Propellertyp entwickelte. Großabnehmer waren im Inland Heer und Marine, die Flugzeugfabriken und Flugzeugbesitzer aber auch ausländische Kunden.
Den Lohnerwerken folgte die Österreichisch-Ungarische Autoplan-Werke Ges.m.b.H im 16. Wiener Gemeindebezirk, Odoakergasse 95. Hier wurden hauptsächlich für die Pischof-Autoplane und Warchalowski-Doppeldecker gefertigt.
Weitere Produzenten waren:
- Matthias Heiduk, eine Möbeltischlerei in Wien-Meidling, Arndtstraße 39.
- Österreichisch-Ungarische Integral Propeller Werke Ges.m.b.H in Wien-Ottakring, Thaliastraße 102.
- Wiener Karosserie-Fabrik in Wien-Favoriten, Laxenburger Straße 131–135.
- Sigmund Járay, eine Propellerfabrik mit Zentrale in Wien-Wieden, Prinz-Eugen-Straße 70 und Fabriken in der Weyringergasse 12–14 und der Quellenstraße 15. Geliefert werden konnten bis zu 1000 Propeller pro Monat und bis zu 8,2 Meter Durchmesser.
- k.u.k. Fliegerarsenal in Fischamend, wo sich auch ein Propellerprüfstand befand.

### Flugzeuginstrumente
Um den technischen Zustand des Fluggeräts kontrollieren zu können, waren ebenso Überwachungsgeräte nötig wie nautische Instrumente für die Navigation.
Herstellerunternehmen waren zumeist feinmechanische Werkstätten und Hersteller von Messgeräten, die ihr für den Automobil- und Dampfmaschinenbau gedachtes Programm entsprechend erweiterten.
Derartige Unternehmen waren beispielsweise A. Kroneis in Wien 19, Iglaseegasse 30–32, Walzl in Wien, Julius Drach in Wien, J. v. Petravic, Thöne & Fiala in Wien.
Während des Ersten Weltkriegs wurde an das Kriegsgefangenenlager Sigmundsherberg im Waldviertel (Niederösterreich) das Flieger-Arsenal, ein Depot für Flugzeuginstrumente angeschlossen, wohin aus abgeschossenen und erbeuteten Flugzeugen die ausgebauten Messinstrumente gebracht wurden, um entweder repariert und später wieder in neu gebaute Maschinen eingebaut zu werden oder im Falle irreparabler Geräte zerlegt und nach Materialien sortiert zu werden.

## Luftfahrtunternehmen
Im Jahr 2009 gab es in Österreich 66 Flächenluftfahrtunternehmen mit 356 Luftfahrzeugen sowie 19 Helikopterluftfahrtunternehmen mit 83 Helikoptern. Dazu kamen 41 Instandhaltungsbetriebe mit verschiedenen Genehmigungen.

### Flächenflugzeuge
Die folgende Liste beinhaltet Flächenluftfahrtunternehmen, die im Besitz eines gültigen Air Operator Certificate (Luftverkehrsbetreiberzeugnis AOC) sowie einer gültigen Betriebsgenehmigung für Fluggäste, Post und/oder Fracht (‚passengers‘, ‚mail and/or cargo‘) sind.
- AAA – AIR ALPS AVIATION GmbH (Innsbruck)
- ABC Bedarfsflug GmbH (Innsbruck)
- AERO-CHARTER KRIFKA GmbH (Wels)
- AIRLINK Luftverkehrsges.m.b.H (Salzburg-Flughafen)
- AIR STYRIA Luftfahrtunternehmen GmbH (Graz-Thalerhof)
- A-Jet Aviation & Aircraft Management GmbH (Wien)
- ALPENFLUG Ges.m.b.H. & Co. KG (Zell am See)
- Altenrhein Luftfahrt GmbH – Peoples Airline
- AMERER AIR GmbH Flugverkehrsunternehmen (Hörsching)
- Amira Air GmbH (Flughafen-Wien)
- AUSTRIAN AIRLINES AG (Wien-Flughafen)
- AVAG AIR GmbH für Luftfahrt (Salzburg-Flughafen)
- Avcon Jet AG (Wien)
- AVIA CONSULT Flugbetriebsgesellschaft mbH
- B.A.C.H. Flugbetriebs GmbH (Wien)
- BANNERT AIR Bedarfsflugunternehmen GmbH (Schwechat)
- BRAUNEGG LUFTTAXI GmbH (Wien)
- Business Express Luftfahrtgesellschaft m.b.H. (Graz)
- COMTEL-AIR Luftverkehrs – GmbH (Flughafen Wien)
- DAEDALOS Flugbetriebs GmbH (Graz)
- DJT Aviation GmbH & Co. KG (Graz)
- DURST GmbH (Wien)
- EuroManx Airways GmbH (Wien-Flughafen)
- EUROP STAR Aircraft GmbH (Villach)
- FLUGTAXI SUBEN GmbH (Ried)
- Flynext Luftverkehrsgesellschaft mbH (Wien-Flughafen)
- D.I. FRÜHWALD & SÖHNE KG (Wien)
- Global Jet Austria GmbH (Wien)
- GOLDECK FLUG GmbH (Spittal an der Drau)
- GROSSMANN AIR SERVICE – Bedarfsluftfahrtunternehmen GmbH & Co. KG (Wien)
- HAWEI-AIR Luftfahrt GmbH (Graz)
- INTER-AVIA Flugbetriebs GmbH (Sankt Georgen im Attergau)
- International Jet Management GmbH (IJM) (Schwechat)
- INTERSKY LUFTFAHRT GmbH (Bregenz)
- JETALLIANCE Flugbetriebs GmbH (Oberwaltersdorf)
- JETFLY AIRLINE GmbH (Hörsching)
- Christian König – Century Airbirds (Feldkirchen)
- KRONO AIR GmbH (Wals bei Salzburg)
- LAUDA AIR Luftfahrt GmbH (Flughafen Wien)
- LFU-Peter Gabriel, Luftfahrtges.m.b.H (Wien)
- Luxe Aviation GmbH (Flughafen Schwechat)
- MAGNA AIR Luftfahrt GmbH (Oberwaltersdorf)
- Majestic Executive Aviation AG (Wien)
- MALI AIR Luftverkehr GmbH (Möderbrugg)
- M.A.P. Management + Planning GmbH (Schwechat)
- MJET GmbH (Wien)
- NIKI Luftfahrt GmbH (Wien-Flughafen)
- Ocean Sky GmbH (Salzburg)
- Pink Aviation Services – Luftverkehrsunternehmen GmbH & Co. KG (Wien)
- RATH AVIATION GMBH (Salzburg)
- REDAIR Luftfahrt GmbH (Mils)
- ROBIN HOOD Aviation GMBH (Feldkirchen bei Graz)
- SalzburgJetAviation GmbH (Salzburg)
- STEIRISCHE MOTORFLUG UNION (Graz)
- TRANSAIR Bedarfsflug GmbH (Wien)
- TYROL AIR AMBULANCE Ges.m.b.H. (Innsbruck)
- TYROLEAN AIRWAYS Tiroler Luftfahrt GmbH (Innsbruck)
- TYROLEAN JET SERVICE Nfg. GmbH & Co. KG (Innsbruck)
- Vienna Jet Bedarfsluftfahrt GmbH (Wien)
- VIF Luftfahrtgesellschaft mbH (Wien)
- VipJets Luftfahrtunternehmen GmbH (Salzburg)
- Vista Jet Luftfahrtunternehmen GmbH (Salzburg)
- Ing. G. WATSCHINGER GmbH (Bad Vöslau)
- Welcome Air Luftfahrt-GmbH & Co KG (Innsbruck)
- WWW BedarfsluftfahrtsgesmbH (Wien)

### Hubschrauber
Die folgende Liste beinhaltet Helikopterluftfahrtunternehmen, die im Besitz eines gültigen Luftverkehrsbetreiberzeugnis AOC sowie einer gültigen Betriebsgenehmigung für Fluggäste, Post und/oder Fracht (passengers, mail and/or cargo) sind. (Stand: 3. März 2010.)
- Aerial Helicopter, Großharras (Derzeit darf kein gewerblicher Flugbetrieb stattfinden, da derzeit kein gültiges AOC vorliegt. Stand: 3. März 2010.)
- Alpin Copter GmbH & Co KEG, Kitzbühel
- ARA Flugrettungs GmbH, Klagenfurt
- Berger Air Flugdienst GmbH, Bernstein (Derzeit findet kein gewerblicher Flugbetrieb statt. Stand: 3. März 2010.)
- Euroheli Austria GmbH, Vöcklabruck
- Flymed GmbH, Oberpullendorf
- Goldeck Flug GmbH, Spittal/Drau
- Heli Austria GmbH, St. Johann im Pongau, Hinterglemm, Trieben, Karres, Hochgurgl
- Helikopter Air Transport GmbH, Innsbruck
- Heli Line Hubschraubertransporte GmbH, Kilb und Flughafen Graz
- Helios Hubschraubertransporte GmbH, Anthering
- Heliservice Salzburg GmbH, Wals-Himmelreich
- HTM Helicopter Travel Munich GmbH, Flughafen Salzburg
- Hubi Fly Helicopterschule GmbH, Wien, Standort: Bad Vöslau
- Hubschraub-air True Colors GmbH & Co KEG, Linz
- Schenk Air GmbH, Schruns
- Schider Helicopter-Service-GmbH, Waidring
- SHS Helicopter Transporte GmbH, Zell am See und Waidring
- Wucher Helicopter GmbH, Ludesch

## Unfälle

### ÖLAG
Am 19. April 1930 musste der Pilot der Junkers F 13 OE-LAH („Sonnenvogel“) der ÖLAG während des Flugs Venedig – Wien auf dem Wörthersee notlanden. Der Pilot Elßler und zwei Fluggäste konnten aussteigen und kamen deshalb nicht zu Schaden, als das Flugzeug sank. Das gesunkene Flugzeug wurde nach drei Tagen gehoben, am 1. Jänner 1939 von der Lufthansa übernommen und für Rundflüge eingesetzt. Am 10. Juni 1940 kam es an die deutsche Luftwaffe.

### JAT

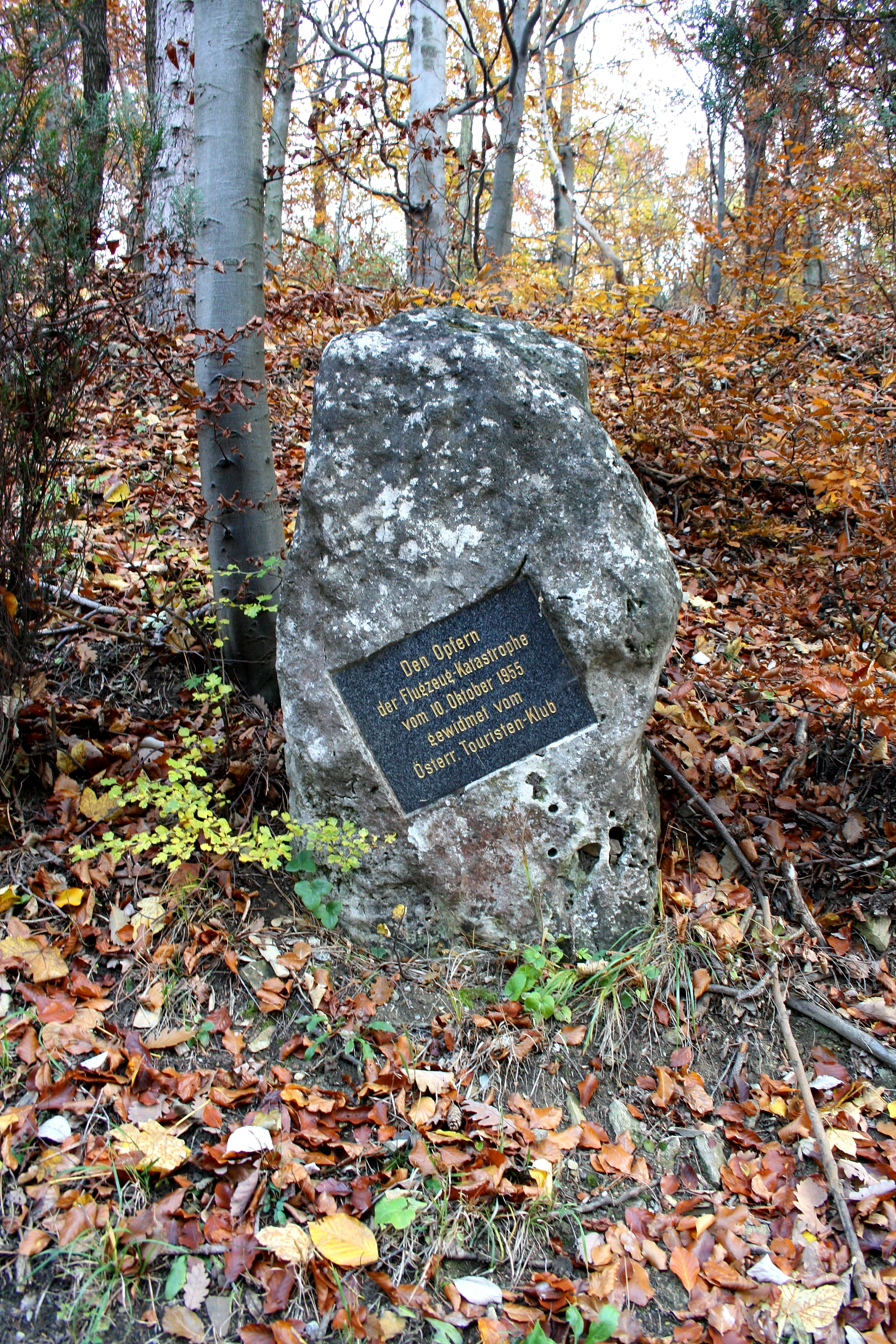
Gedenkstein für die Opfer des Flugzeugabsturzes 1955

Eine zweimotorige Convair der jugoslawischen Fluggesellschaft JAT wurde bei Nebel am 10. Oktober 1955 in der Nähe der Josefinenhütte bei der Wiener Höhenstraße in den Leopoldsberg geflogen. Von den 29 Insassen der Maschine, darunter die Frau und die Tochter des österreichischen Botschafters Schwarzenberg in Belgrad, überlebten 23 den Unfall.

### AUA-Flug OS 901
Am 26. September 1960 wurde eine Vickers Viscount der Austrian Airlines nahe dem Flughafen Moskau-Scheremetjewo bei schlechten Witterungsverhältnissen ins Gelände geflogen (Controlled flight into terrain). Dabei kamen 26 Passagiere sowie 5 Besatzungsmitglieder ums Leben.

### Flugzeugzusammenstoß über Wien
Am Pfingstsamstag, 16. Mai 1964 um 15:05 Uhr, kam es über dem verbauten Wiener Stadtgebiet der Bezirke Neubau und Josefstadt zu einem Flugzeugzusammenstoß zwischen zwei Kleinflugzeugen. Als wahrscheinlicher Auslöser des Flugunfalls wurde ein sogenannter „Begrüßung-Unfug“ angenommen, bei dem mindestens einer der Piloten mit seinem Flugzeug auf das andere zur „Begrüßung“ zufliegt. Alle sechs Insassen der beiden Maschinen konnten an den beiden Absturzorten nur noch tot geborgen werden:
An Bord der beteiligten sechssitzigen Cessna 210 (Luftfahrzeugkennzeichen OE-DEF) befanden sich der Pilot, der mit seinen zahlenden Fluggästen vom Flughafen Schwechat zu einem Rundflug über Wien gestartet war. Mit an Bord waren ein junges Ehepaar, eine verwitwete Frau, die ihrem Verwandtenbesuch aus der Steiermark mit Besichtigung des neuen Flughafens und mit einem Rundflug über Wien etwas Besonderes bieten wollte, sowie der mitfliegende Ehemann ihrer Nichte. Letztere und deren beiden befreundetes Ehepaar blieben wegen der Flugangst der Nichte am Boden, was den drei Personen das Leben rettete. An Bord des zweiten Flugzeugs, einer Piper PA-18 des Aero Club Aspern (OE-AEK), waren der Pilot und dessen Bekannter als Fluggast, die um 14:52 Uhr vom Flughafen Aspern mit ihrer Maschine zu einem sogenannten Freiflug – maximal 30 Minuten im Umkreis von 30 Kilometern – gestartet waren.
Die Cessna stürzte nach dem Zusammenstoß sofort ab, fiel erst in ein Eckhaus der Neubaugasse – das dabei schwer beschädigt wurde – und zerschellte schließlich auf der Kreuzung Mondscheingasse-Neubaugasse. Teile der Maschine kamen im näheren Umkreis auf mehreren Gebäuden zu liegen. Ein Teil des Motors flog in die Wohnung einer Bewohnerin, die von den Trümmern verletzt wurde. Mehrere Personen, darunter auch Schauspieler der an der Absturzstelle angesiedelten Löwingerbühne, die sich während oder noch knapp vorher im Absturzbereich aufhielten, blieben unverletzt. Die Piper wurde bei dem Zusammenstoß an den Tragflächen beschädigt und stürzte daraufhin trudelnd in einen Innenhof eines Hauses in der Josefstädter Straße, in unmittelbarer Nähe des Theaters in der Josefstadt. Im zum Innenhof benachbarten Hofgarten hielten sich zu diesem Zeitpunkt ein Mann mit seinem fünfjährigen Sohn und seinem Schwiegervater auf. Sie blieben, obwohl nur wenige Meter vom Absturzort entfernt, unverletzt.
Der Torposten der Rathauswache des nahegelegenen Rathauses hatte den Unfall beobachtet, sofort den Bürgermeister Jonas und die Telefonzentrale informiert. Damit waren nicht kurze Zeit später bereits die Einsatzkräfte am Ort, sondern ebenfalls wenige Minuten nach dem Unfall auch der Bürgermeister.

### Ballonunglück am Donauturm
Anlässlich einer Veranstaltung von Pro Juventute am 6. Juni 1968 sollten sieben Ballons von der Wiese beim Donauturm starten. Während drei von ihnen problemlos am Turm vorbeifuhren, wurde der vierte direkt gegen den Turm getrieben, wo er zunächst an den Sicherheitsgittern hängenblieb und danach abstürzte. Dabei kamen der amerikanische Ballonfahrer Francis Shields, Guntram Pammer (Min.Rat der Post- und Telegraphendirektion) und Dieter Kasper (Journalist der APA) ums Leben.

### Rheintal-Flug
Am 23. Februar 1989 kamen beim Absturz einer Rockwell Commander AC-90 der Rheintalflug über dem Bodensee bei Rorschach elf Menschen, unter ihnen der damalige österreichische Sozialminister Alfred Dallinger, ums Leben.

### Lauda Air
Am 26. Mai 1991 stürzte eine Boeing 767-300 auf dem Lauda-Air-Flug 004 wegen automatischer Aktivierung der Schubumkehr während des Fluges über Thailand ab. Dabei kamen sämtliche 213 Passagiere und 10 Crewmitglieder ums Leben.

### Hapag-Lloyd-Airbus (Flugnummer HF 3378)
Wegen eines nicht eingefahrenen Fahrwerks verbrauchte am 12. Juli 2000 der in Chania auf Kreta (Griechenland) gestartete Hapag-Lloyd Airbus A310-304 mit der Flugnummer HF 3378 mehr Treibstoff als normal. 500 Meter vor der Landebahn des Flughafens Wien-Schwechat musste der von Pilot Wolfgang Arminger pilotierte Airbus notlanden. Dabei wurden 26 Personen leicht verletzt.

### AUA-Flug OS 111
Wegen Problemen mit dem Triebwerk musste am 5. Jänner 2004 eine Fokker 70 in der Nähe des Flughafens München auf einem Feld notgelandet werden. Alle 28 Passagiere und vier Crewmitglieder blieben unverletzt. Grund für die Notlandung der „Wiener Neustadt“ waren defekte Eisschutzleisten an den Triebwerken; der Pilot wurde für das Unglück nicht verantwortlich gemacht.

### BFS Business Flight Salzburg Verkehrsfliegerschule (OE-CFT)
Am 28. Februar 2010 zwischen 9:00 und 9:20 Uhr kam es auf einer Wiese am Brackenberg in Waldzell zu einem Unfall mit dem auf OE-CFT registrierten Kleinflugzeug vom Typ Cessna C150E (Baujahr 1964) der österreichischen Verkehrsfliegerschule Business Flight Salzburg (BFS). Die Maschine mit dem 37-jährigen Fluglehrer und seinem 21-jährigen Flugschüler an Bord war um 8:45 Uhr am Flughafen Salzburg (LOWS) mit Ziel Suben in Oberösterreich gestartet. Bei dem Absturz kamen die beiden Insassen ums Leben.

## Flughäfen und Flugplätze
- Flughafen Wien-Schwechat
- Flughafen Graz-Thalerhof
- Flughafen Innsbruck
- Flughafen Klagenfurt
- Flughafen Linz
- Flughafen Salzburg
- Flugplatz Wels
- Teilweise historische Flugplätze in Wien
- Flugplatz Wiener Neustadt/West und Flugplatz Wiener Neustadt/Ost